# A.J. Styles
Allen Neal Jones (Jacksonville, 2 de junho de 1977), mais conhecido por seu ring name AJ Styles (também estilizado como A.J. Styles), é um lutador de luta livre profissional americano. Atualmente trabalha para a WWE no programa Raw. Considerado um dos maiores lutadores profissionais de sua geração, Styles trabalhou para as maiores promoções do mundo e tem uma história compartilhada com alguns dos maiores nomes da indústria da luta livre. Ele também é conhecido por seu tempo na Total Nonstop Action Wrestling (TNA, agora conhecida como Impact Wrestling) de 2002 a 2014 e na New Japan Pro-Wrestling (NJPW) de 2014 a 2016.
Ele estreou em 1998 e competiu por várias promoções independentes antes de ganhar exposição inicial na World Championship Wrestling (WCW) em 2001. Styles tornou-se amplamente conhecido depois de assinar com a TNA, que o descreveu como "a pilar da empresa desde [seu] início"; ele ganhou duas vezes o Campeonato Mundial de Pesos Pesados da TNA, três vezes o Campeonato Mundial Pesos Pesados da NWA , e foi o campeão inaugural do Campeonato da Divisão X, que ele ganhou seis vezes. Ele também é o primeiro campeão da TNA sendo Triple Crown e Grand Slam. Styles apareceu simultaneamente na Ring of Honor (ROH) de 2002 a 2006, onde se tornou o inaugural Campeão Puro da ROH, e lutou na NJPW entre 2014 e 2016, onde ganhou duas vezes o Campeonato Peso Pesado da IWGP.
Styles apareceu pela primeira vez na World Wrestling Federation (WWF, agora WWE) em 2002, mas recusou um contrato de desenvolvimento. Ele retornou à empresa em 2016 e venceu duas vezes o Campeonato da WWE; com sua segunda vitória em Manchester, Styles é reconhecido pela WWE como o primeiro lutador a ganhar o título fora da América do Norte. Com 371 dias, este é o oitavo reinado mais longo da história do título. Ele também ganhou três vezes o Campeonato dos Estados Unidos, e o Campeonato Intercontinental e o Campeonato de Duplas do Raw uma vez cada, tornando-se assim o segundo lutador (depois de Kurt Angle) a se tornar um vencedor da TNA/Impact e da Tríplice Coroa da WWE, e o primeiro a se tornar campeão do Grand Slam da TNA/Impact e da WWE. No geral, em grandes promoções (WWE, Impact, ROH, NJPW, RevPro), Styles ganhou 31 campeonatos no total - incluindo nove títulos mundiais.
AJ Styles tem sido um pilar da indústria da luta livre por mais de duas décadas e é muito respeitado pelos fãs e seus colegas de trabalho. Há muito considerado um dos melhores lutadores profissionais do mundo, Styles encabeçou vários eventos pay-per-view, incluindo os respectivos eventos da WWE e TNA, WrestleMania e Bound for Glory. Ele ficou no topo do Pro Wrestling Illustrated 500 anual em 2010, o primeiro lutador da TNA a fazê-lo, foi eleito Lutador do Ano pela PWI três vezes entre 2016 e 2018, e Lutador da década em 2020. Styles também ganhou dez prêmios Wrestling Observer Newsletter, incluindo Wrestler of the Year em 2015 e 2016, e foi introduzido em seu seu Hall da Fama em 2017.

## Início de vida
Allen Neal Jones nasceu no Marine Corps Base Camp Lejeune em Jacksonville, Carolina do Norte em 2 de junho de 1977. Ele cresceu na pobreza com um pai alcoólatra abusivo. A pobreza da família era tal que eles não podiam pagar a televisão a cabo, o que resultou em Jones sendo incapaz de assistir luta livre profissional, sua paixão de infância. Quando ele tinha um ano de idade, sua família se mudou para Gainesville, e ele cresceu em um trailer com seus irmãos. Ele freqüentou a Johnson High School em Gainesville, Geórgia, graduando-se na classe de 1996. Jones assumiu a luta livre amadora no ensino médio e se tornou duas vezes campeão estadual de wrestling. Jones então frequentou a Anderson University em Anderson, Carolina do Sul, onde foi bolsista de wrestling e educação física. Ele foi então convidado por alguns de seus amigos para tentar o wrestling profissional. Ele entrou em uma escola de luta livre profissional porque seus amigos estavam fazendo isso e para descobrir se ele tinha uma aptidão natural. Para complementar sua renda, ele trabalhava cortando grama e dirigindo uma ambulância.

## Carreira na luta livre profissional

### Início de carreira (1999–2001)
Jones foi treinado por Rick Michaels e estreou em 1998. Na promoção da National Championship Wrestling (NCW) sediada na Geórgia, ele lutou como Mr. Olympia, um lutador mascarado, perdendo para Michael Brooks em sua primeira luta individual. Em agosto de 1999, ele ganhou o Campeonato da Televisão da promoção.
De 1999 a 2001, ele geralmente competiu em promoções independentes menos notáveis. Em dezembro de 1999, a NCW se fundiu com a NWA Georgia para formar o NWA Wildside, e Jones foi renomeado para A.J. Styles. Ele apareceu esporadicamente mesmo depois de assinar com a NWA-TNA, e é um ex-Campeão dos Pesos Pesados NWA Georgia, tendo derrotado Rick Michaels pelo título em 22 de dezembro de 2001, no Christmas Chaos.

### World Championship Wrestling (2001)
A World Championship Wrestling (WCW), com sede em Atlanta, observou o programa de Styles e Air Paris no NWA Wildside e ofereceu um contrato a cada um no início de 2001. Styles (renomeado Air Styles) e Paris foram colocados em uma tag team, que foi nomeada Air Raid. No episódio de 5 de março de 2001 do Nitro, eles entraram em um torneio para o recém-criado Campeonato de Duplas de Pesos Médios da WCW, mas foram eliminados na primeira rodada pelos eventuais vencedores Elix Skipper e Kid Romeo.

### Aparições na World Wrestling Federation (2001–2002)
Em 9 de julho de 2001, Styles teve sua primeira partida de teste da WWF contra seu treinador, Rick Michaels, antes da gravação do Raw. Styles venceu com uma Shooting Star Press, mas não foi oferecido um contrato.
Styles fez mais duas aparições pela World Wrestling Federation (WWF) em 2002: no episódio de 26 de janeiro do Metal (gravado em 21 de janeiro), em uma derrota contra The Hurricane, e em uma luta antes do episódio de 27 de janeiro do SmackDown! (gravado em 22 de janeiro), onde foi derrotado por Rico Constantino. Após essas lutas, a WWF ofereceu a Styles um contrato de desenvolvimento, onde exigiria que Styles se mudasse para Cincinnati, Ohio, onde o território de desenvolvimento da Heartland Wrestling Association (HWA) estava localizado. Styles acabou recusando o acordo, pois a mudança interferiria nos planos de faculdade de sua esposa. Apesar disso, Styles fez uma luta sem contrato para HWA, em 19 de fevereiro contra Matt Stryker, mas acabou derrotado.

### Várias promoções (2001–2002)
Em 26 de outubro de 2001, Styles participou do torneio King of the Indies da All Pro Wrestling. Ele derrotou Jardi Frantz na primeira rodada, mas foi eliminado por Christopher Daniels nas quartas de final na noite seguinte. Em 13 de novembro de 2001, Styles estreou na Xcitement Wrestling Federation (XWF), competindo em uma batalha real contra Billy Fives, Christopher Daniels, Juventud Guerrera, Kid Kash, Prince Iaukea, Psicosis e Quick Kick pelo Campeonato dos Pesos Médios da XWF, mas não teve sucesso na conquista do título. Mais tarde naquela noite, Styles derrotou Josh Mathews em uma luta gravada para a televisão XWF. Na noite seguinte, Styles foi derrotado por Daniels, novamente em uma luta gravada para o programa de televisão XWF.
Styles estreou para a promoção australiana World Wrestling All-Stars (WWA) em 24 de fevereiro de 2002, fazendo sua estreia no pay-per-view The Revolution contra Christopher Daniels, Low Ki, Shark Boy, Super Nova e Tony Mamaluke em um six-way luta de eliminação de sobrevivência de pesos médios. Em 7 de abril, Styles se uniu a Chuck E. Chaos para enfrentar Jerry Lynn e Super Nova em um combate perdido. Em 10 de abril, Styles enfrentou Lynn e Nova em uma triple-way-dance. Em 12 de abril, Styles derrotou Nova em uma semifinal do torneio no The Eruption pelo Campeonato International dos Pesos Médios. Styles progrediu para a final mais tarde naquela noite em que derrotou Jerry Lynn para ganhar o título, que ele deixou vago logo depois.
Em 2 de março, Styles estreou na East Coast Wrestling Association (ECWA), entrando no 6º torneio anual Super 8 da promoção. Ele derrotou Xavier na primeira rodada, assim como The Amazing Red em sua partida de semifinais, mas foi derrotado na final por Donovan Morgan. Em 15 de junho, Styles estreou na Game Changer Wrestling, entrando no torneio Jersey-J Cup. Na primeira rodada, Styles derrotou Qenaan Creed, ele então avançou para as quartas de final, derrotando Colt Cabana. Na semifinal, ele foi derrotado por Reckless Youth e foi eliminado do torneio.
Em outubro, Styles viajou para o Reino Unido, estreando na Frontier Wrestling Alliance (FWA) em 13 de outubro, sofrendo uma derrota para Jonny Storm em sua luta de estreia no FWA: British Uprising. Em 15 de outubro, Styles foi derrotado em um combate triplo pelo Campeonato Britânico de Pesos Pesados da FWA por Doug Williams e Jerry Lynn no FWA: Seasons Beatings. Mais tarde naquela noite, Styles derrotou Jody Fleisch no mesmo desafio round-robin. Em 1º de novembro, Styles estreou na IWA: Mid-South, participando do torneio anual de promoções Ted Petty Invitational, mas foi derrotado por Christopher Daniels na primeira rodada.

### Ring of Honor (2002–2006)

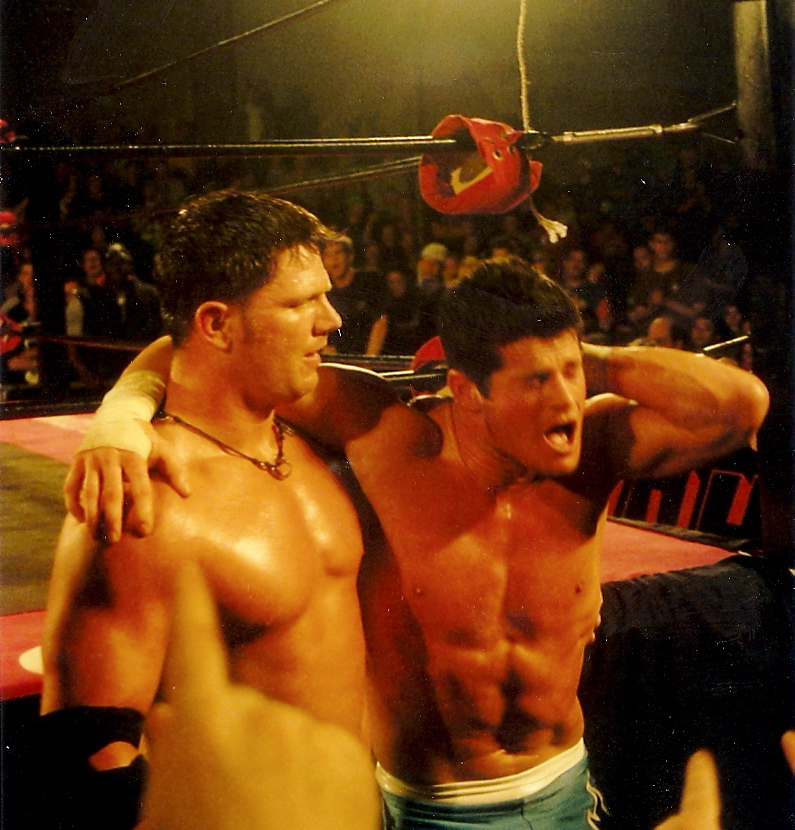
Styles com Matt Sydal em um evento da ROH em 2006.

#### Anos iniciais (2002–2004)
Styles estreou na Ring of Honor em seu terceiro show, A Night of Appreciation de 2002, e rapidamente se tornou um lutador principal (por exemplo, se apresentando nos principais eventos contra Low Ki para o Campeonato Mundial da ROH no Honor Invades Boston). Depois de não ganhar o título, ele se tornou o primeiro titular do Troféu Número Um Contender, que foi visto dentro da promoção como um campeonato secundário na época. No One Year Anniversary Show, em fevereiro de 2003, Styles competiu contra Low Ki e Paul London, vencida por London. Depois disso, Styles competiu sozinho e derrotou The Backseat Boyz (Johnny Kashmere e Trent Acid), The Carnage Crew (HC Loc e Tony DeVito) e The S.A.T. (Joel e José Maximo), para receber uma disputa de título pelo Campeonato Mundial de Duplas da ROH. Ele escolheu Amazing Red como seu parceiro, e os dois derrotaram The Profecy (Christopher Daniels e Xavier) para ganhar o campeonato. Styles e Red então derrotaram The Briscoe Brothers (Jay e Mark Briscoe) em três ocasiões distintas, mas perderam para The Prophecy. No Wrath of the Racket, Christopher Daniels e Dan Maff colocaram Red fora de ação e Styles escolheu Homicide como seu parceiro substituto. Styles e Homicide venceram The Prophecy, mas Styles teve que desocupar o título devido a Red ser afastado por uma lesão legítima.
Após seu reinado como Campeão de Duplas da ROH, Styles levou Jimmy Rave como seu protegido e tentou se tornar o Campeão Mundial da ROH, derrotando Bryan Danielson no Main Event Spectacles para se tornar o desafiante número um. No War of the Wire, Styles desafiou sem sucesso Samoa Joe pelo título. Ele então derrotou CM Punk, Jimmy Rave e Matt Stryker em um torneio no Second Anniversary Show para se tornar o primeiro Campeão Puro da ROH. Styles derrotou Punk em uma revanche com Ricky Steamboat como árbitro convidado no At Our Best para sua luta final pela ROH em 2004, quando a TNA retirou todos os seus lutadores contratados de todos os eventos da ROH e a ROH deixou o título vago.

#### Rivalidade com Jimmy Rave (2005–2006)
Styles retornou a Ring of Honor no Third Anniversary Celebration: Part Two para lutar contra Jimmy Rave, que o acusou de roubar o Styles Clash (que ele chamou de Rave Clash) dele, embora ele não tenha conseguido derrotar Rave. Durante sua rivalidade com Rave e The Embassy, Styles formou uma aliança com a Generation Next, que também estava em disputa com a The Embassy. Em Glory by Honor IV, Styles derrotou Rave com Mick Foley no corner, com a estipulação de que o perdedor não poderia mais usar o Rave / Styles Clash na empresa. No This Means War, ele derrotou o líder do Generation Next Austin Aries, que foi atacado pela The Embassy após o show. No Vendetta, Styles teve sua última partida contra o The Embassy quando ele, junto com Austin Aries, Jack Evans e Matt Sydal foram derrotados por Abyss, Alex Shelley, Jimmy Rave e Prince Nana em uma luta de oito homens.
Após a sua rivalidade com The Embassy, Styles apostou em ganhar um campeonato. No A Night of Tribute, Styles enfrentou Christopher Daniels e Matt Sydal em um combate triplo, que Daniels venceu. No primeiro show de 2006, Styles derrotou Matt Sydal, após o que os dois concordaram em formar uma dupla em um desafio para conquistar o Campeonato de Duplas da ROH, que foi mantido por Austin Aries e Roderick Strong. Antes de receber uma chance pelo título de duplas, Styles recebeu uma chance no Campeonato Mundial da ROH quando ele foi escolhido por Bryan Danielson, mas ele não teve sucesso. No Fourth Anniversary Show, Styles e Sydal receberam sua chance no Campeonato de Duplas da ROH, mas não conseguiram derrotar os campeões.
Após uma ausência, Styles retornou no Death Before Dishonor IV, derrotando Davey Richards. Logo após, Styles retornou no Time to Man Up, perdendo para Samoa Joe. Em uma promoção pré-gravada, Styles disse que estaria tirando vários meses de folga da Ring of Honor após a partida; no entanto, os comentaristas da ROH se referiram à luta como sua última e até mesmo fizeram uma homenagem especial a ele depois disso.

### Total Nonstop Action Wrestling

#### Campeão Mundial dos Pesos Pesados da NWA (2002–2004)
Em maio de 2002, Styles assinou um contrato não-exclusivo com a Total Nonstop Action (TNA). Ele apareceu no primeiro pay-per-view semanal da TNA, fazendo parceria com Low Ki e Jerry Lynn, onde acabaram perdendo para The Flying Elvises (Jorge Estrada, Sonny Siaki e Jimmy Yang). Na semana seguinte, Styles derrotou Low Ki, Jerry Lynn e Psicosis em uma luta de eliminação dupla para se tornar o campeão inaugural do Campeonato da Divisão X. Ele ganhou um segundo título no terceiro pay-per-view da TNA, em parceria com Lynn e derrotando Bruce e Lenny Lane nas finais de um torneio pelo vago Campeonato Mundial de Duplas da NWA. Styles defendeu com sucesso ambos os títulos nas semanas seguintes, mas começou a brigar com o veterano Lynn durante suas partidas juntos. Em 7 de agosto, Styles perdeu o título da X Division para Low Ki em um combate triplo também envolvendo Lynn. Na semana seguinte, ele e Lynn lutaram contra Jeff Jarrett e Ron Killings em no contest, e o título de duplas foi adiado como resultado. Na semana seguinte, ele e Lynn lutaram entre si em uma luta Falls Count Anywhere (vencida por Lynn), uma luta sem desqualificação (vencida por Styles) e uma luta Iron Man de dez minutos, que terminou em empate após ambos os homens marcaram três pinfalls. Em 28 de agosto, Low Ki defendeu o Campeonato da Divisão X contra Lynn e Styles em uma luta de escadas e perdeu o título para Lynn. Recrutando Mortimer Plumtree e Sonny Siaki como aliados, Styles continuou a rivalizar com Lynn em semanas sucessivas. Em 23 de outubro, ele derrotou Syxx-Pac pelo Campeonato da Divisão X, mas perdeu o título para Lynn em 6 de novembro e tentou, sem sucesso, recuperá-lo durante o restante do ano.
Em 2003, Styles começou a se concentrar no Campeonato Mundial Pesos Pesados da NWA quando, Depois de derrotar David Flair em 15 de janeiro para se tornar o desafiante número um ao título, Styles recrutou a ajuda de Larry Zbyszko e associou-se com o grupo de Vince Russo, o Sports Entertainment Xtreme. Styles enfrentou o campeão mundial dos pesos-pesados da NWA Jeff Jarrett em 19 de fevereiro, mas foi derrotado. No decorrer da luta, Styles se tornou num mocinho, atacando o S.E.X. quando eles tentaram interferir em seu nome, porque ele não quer ganhar dessa forma. Styles se uniu brevemente a D'Lo Brown, mas se desfez por suas aspirações ao título mundial, desafiando-se em 4 de junho em uma luta número um que foi vencida por Styles. Styles derrotou Jarrett e Raven em um combate triplo pelo Campeonato Mundial Pesos Pesados da NWA (tornando-se o primeiro vencedor da TNA Triple Crown no processo) em 11 de junho com a ajuda de Russo, tornando-se um vilão no processo. Ao longo de julho de 2003, Styles defendeu com sucesso o título em lutas contra D'Lo Brown e uma infinidade de oponentes antes de perder o título de volta para Jarrett em 22 de outubro. Após sua perda, Styles voltou a ser um mocinho, enquanto Jarrett se tornou um vilão. Em 12 de novembro, ele se uniu a Sting para derrotar Lex Luger e Jeff Jarrett, embora sua tentativa pelo título em 3 de dezembro não tenha tido sucesso devido à interferência de Kid Kash.
Styles rivalizou com Abyss e Jeff Jarrett ao longo de janeiro, e em 4 de fevereiro de 2004, após Styles exigir uma disputa pelo título, o aliado de Jarrett, Don Callis, forçou-o a se juntar a Abyss em uma luta com os Campeões Mundiais de Duplas da NWA, Kevin Northcutt e Legend, que Styles ganhou, apesar de ter sido abandonado por Abyss. Na semana seguinte, Styles derrotou Abyss em uma luta para determinar o único dono do campeonato de duplas por desqualificação após Jarrett interferir, mas sua vitória foi anulada por Callis, levando a outra luta na semana seguinte que foi vencida por Abyss depois que Lex Luger interferiu, concedendo assim a Abyss o controle exclusivo do campeonato de duplas. Em 17 de março, Abyss derrotou Styles para se tornar o desafiante ao Campeonato Mundial Pesos Pesados da NWA. Russo concedeu a Styles uma luta na gaiola de aço contra Jarret em 21 de abril, onde ganhou seu segundo título mundial. Ele defendeu com sucesso o título em combates contra Ron Killings, Raven e Chris Harris, e em 19 de maio ele defendeu contra os três lutadores em uma luta fatal four-way. Styles perdeu o título para Killings depois que Jarrett interferiu na luta, acertando-o com uma guitarra.

#### Campeão da Divisão X (2004–2007)

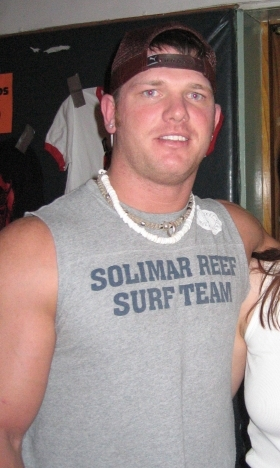
Styles em 2005

Styles voltou a atenção para a X Division logo em seguida, ganhando uma luta four-way se tornando o desafiante número um ao Campeonato da Divisão X no episódio de 4 de junho do Impact!. Em 9 de junho, ele derrotou Frankie Kazarian para tornar-se pela terceira vez Campeão da Divisão X. Nas semanas seguintes, Styles rivalizou com Kid Kash e Dallas, ao defender com sucesso seu título em combates contra Kazarian e Mr. Águila. Uma luta adicional em 23 de junho com o estreante Jeff Hardy foi interrompida por Kash e Dallas. Em 28 de julho, ele defendeu o título contra Kazarian e Michael Shane em uma luta ultimate X. Depois de Kash atingir Styles com uma muleta, Shane e Kazarian recuperaram simultaneamente o cinturão e se tornaram-se co-campeões da X Division. Depois de várias tentativas frustradas de recuperar o título, Styles lutou contra Kash em uma série de combates, culminando em 8 de setembro em uma luta de mesas que foi ganha por Styles. Em outubro, Styles começou a rivalizar com Petey Williams (que até então era o campeão da TNA X Division) e em 7 de novembro no Victory Road, o primeiro evento pay-per-view mensal realizado pela TNA, Styles não conseguiu recuperar o título de Williams.
No Final Resolution, Styles ganhou o Campeonato da Divisão X pela quarta vez em uma luta ultimate X, derrotando Chris Sabin e o atual campeão Petey Williams. Styles enfrentou Christopher Daniels pela primeira vez em 21 de janeiro de 2005, e depois de não conseguir derrotá-lo em dez minutos, se classificou para uma luta Iron Man de trinta minutos pelo título no Against All Odds, onde Styles derrotou Daniels para manter o título após o empate inicial e entrar nas regras de "morte súbita". A rivalidade entre Styles e Daniels continuou e no Destination X em 13 de março, Styles perdeu o título para ele em um Ultimate X Challenge também com Ron Killings e Elix Skipper.

Depois de derrotar Abyss no Lockdown e se tornar o desafiante número um ao Campeonato Mundial Pesos Pesados da NWA, Styles ganhou seu terceiro campeonato mundial de Jeff Jarrett no Hard Justice, que ele perdeu para Raven em um combate King of the Mountain no Slammiversary. Styles então entrou no TNA 2005 Super X Cup Tournament, que concedeu ao vencedor uma chance pelo Campeonato da Divisão X. Styles derrotou Matt Bentley nas quartas de final e Petey Williams nas semifinais, mas perdeu para Samoa Joe no Sacrifice. Como Christopher Daniels (o atual Campeão da X Division) interferiu na luta, o diretor de autoridade da TNA, Larry Zbyszko, adicionou Styles à luta pelo título. No Unbreakable, Styles derrotou Samoa Joe e Daniels em um combate triplo elogiado pela crítica para se tornar o Campeão da Divisão X pela quinta vez.

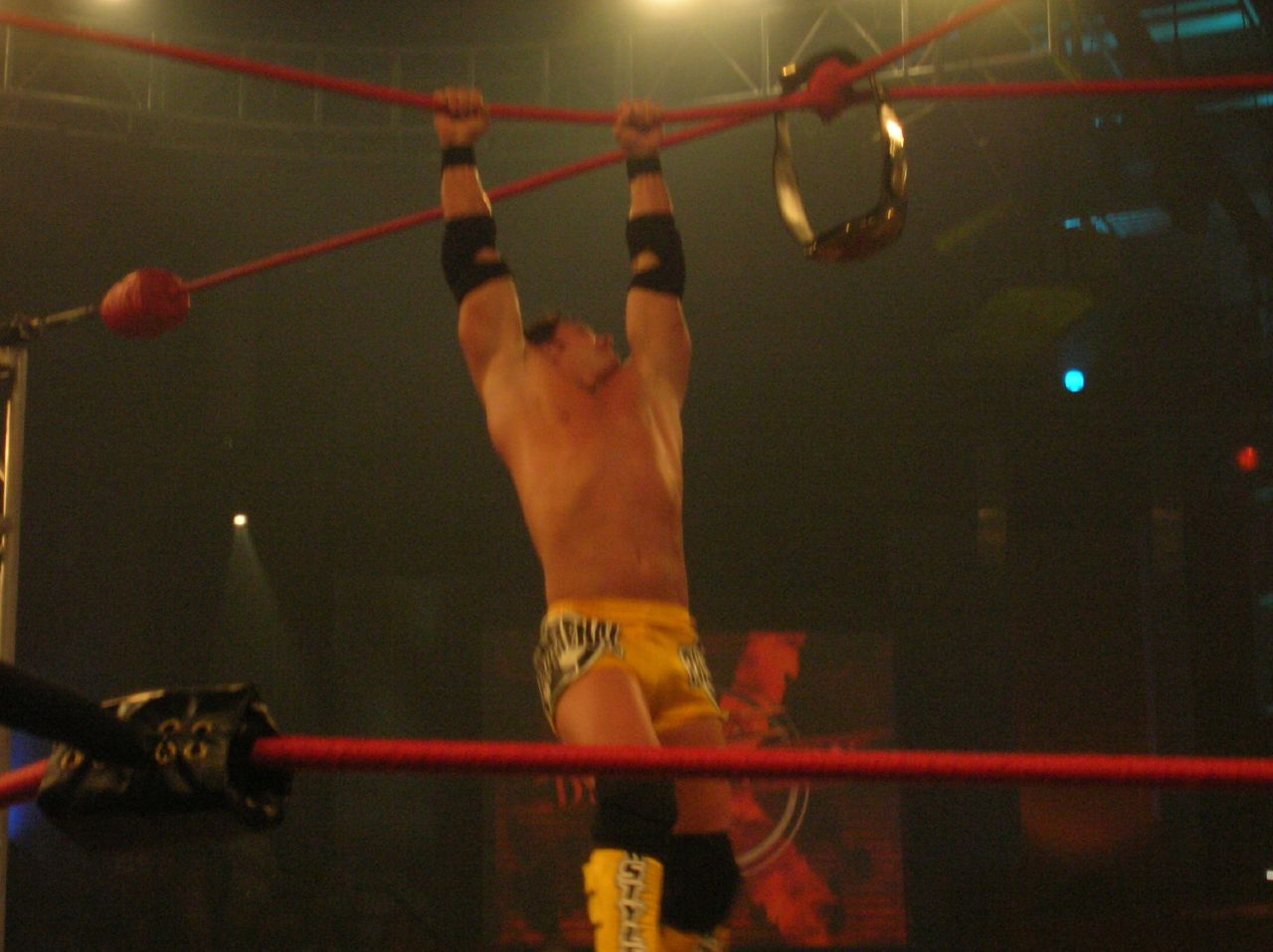
Styles participando de uma luta Ultimate X.

No Bound for Glory, Styles defendeu com sucesso o título contra Christopher Daniels no segundo Iron Man de trinta minutos. No mês seguinte no Genesis, Styles defendeu com sucesso o título contra Petey Williams. Styles então começou uma rivalidade com Joe, alegando que ele havia quebrado o "código da X Division" não escrito ao bater brutalmente em Daniels. No Turning Point, Styles perdeu o Campeonato da Divisão X para Joe. Styles não conseguiu o título em uma luta triple threat, também com Daniels, no Against All Odds, e em uma luta ultimate X no Destination X, que Daniels venceu. Depois que Daniels perdeu o título de volta para Joe, Styles se juntou a Daniels para desafiar o America's Most Wanted pelo Campeonato Mundial de Duplas de NWA. Depois de perder para o America's Most Wanted em duas ocasiões, Styles e Daniels ganharam o Campeonato Mundial de Duplas de NWA no Slammiversary. Eles mantiveram com sucesso contra The Latin American Xchange (Homicide e Hernandez) (LAX) no Hard Justice, apenas para perder o título para eles em uma Border Brawl no episódio de 24 de agosto do Impact!. Eles recuperaram o título no No Surrender, mas os derrubaram de volta para o LAX no Bound for Glory em uma luta Six Sides of Steel.
No episódio de 2 de novembro do Impact!, Styles derrotou Chris Sabin para começar seu sexto reinado como o novo Campeão da Divisão X. A luta também foi as quartas de final do torneio Fight for the Right pelo desafiante número um ao Campeonato Mundial Pesos Pesados da NWA de Sting; Styles venceu a partida semifinal no Impact! de 9 de novembro! mas foi derrotado nas finais por Abyss. No episódio de 16 de novembro do Impact!, Styles perdeu o Campeonato da Divisão X para Daniels em um combate triplo quando Daniels fez o roll-up pinfall em Sabin. No Genesis, Styles perdeu para Christian Cage, que Styles culpou Daniels, que tentou intervir em seu nome.
Styles rivalizou com Rhino por tentar reconciliá-lo com Daniels e no Turning Point ele derrotou Rhino, e no episódio de 22 de dezembro do Impact!, Styles e Samoa Joe derrotaram Rhino e Kurt Angle. Rhino então derrotou Styles em uma luta Last Man Standing na Final Resolution e no Destination X em uma luta Elevation X.

#### Várias alianças (2007–2009)

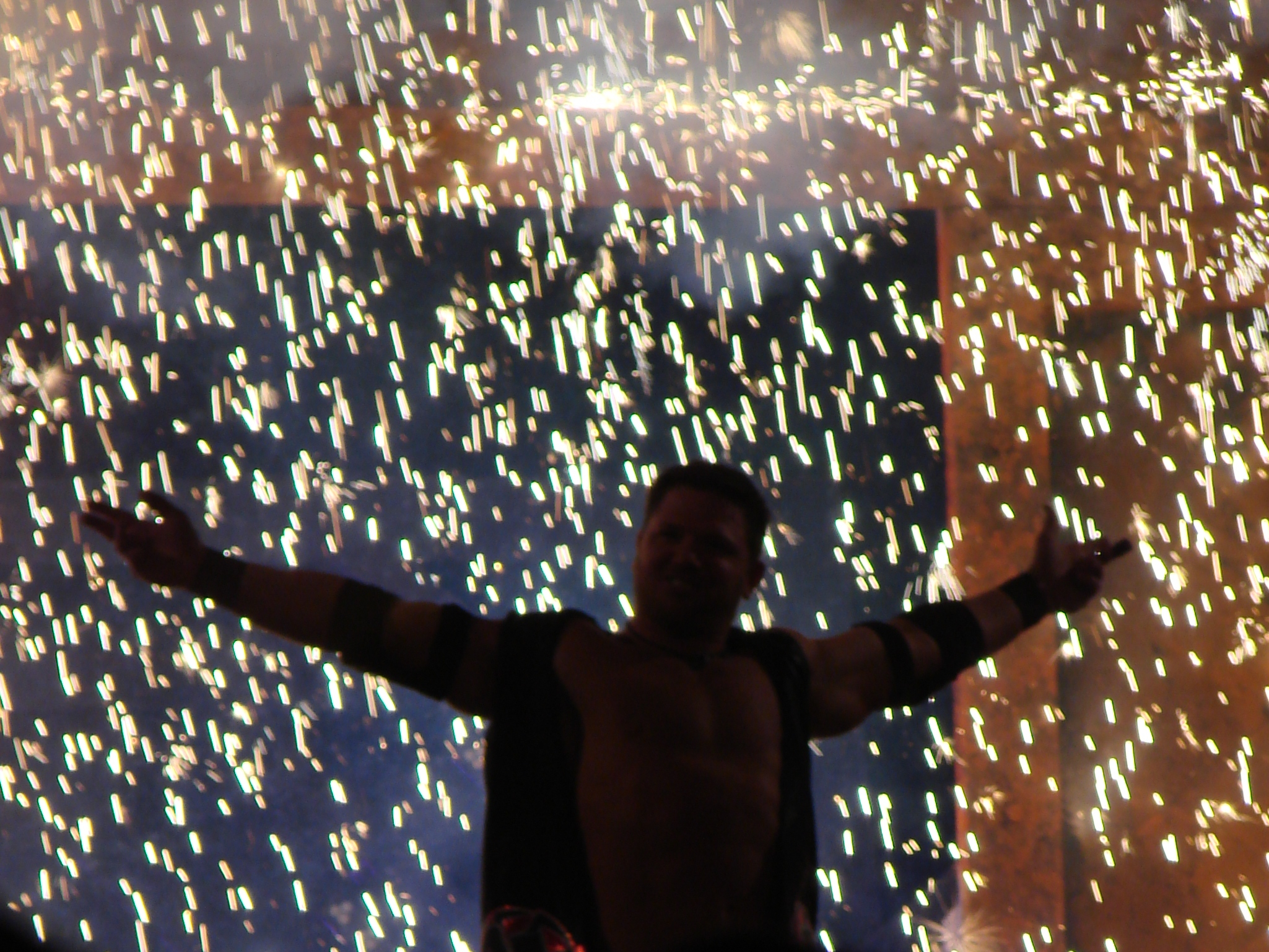
Styles fazendo sua entrada no Lockdown.

Styles se juntu com Christian Cage para Lockdown, formando o Team Cage (mais tarde Christian's Coalition), que foi derrotado pelo Team Angle no Lockdown. Styles se juntou a Tomko para enfrentar Sting e Abyss no Victory Road, mas foi derrotado. No No Surrender, Styles e Tomko venceram uma luta de dez equipes para ganhar uma luta pelo título de duplas no Bound for Glory contra o Team Pacman (Adam Jones e Ron Killings), onde os derrotaram para ganhar o Campeonato Mundial de Duplas da TNA. Eles defenderam com sucesso contra o LAX no episódio de 1º de novembro do Impact! e no Genesis contra The Steiner Brothers (Rick e Scott Steiner). Mais tarde naquela noite, Styles e Tomko inadvertidamente custaram a Cage sua luta e ajudaram Kurt Angle a manter o campeonato mundial. Nas semanas seguintes, Styles lutou para escolher entre alinhar Cage e Angle, até se juntar à The Angle Alliance na Final Resolution.

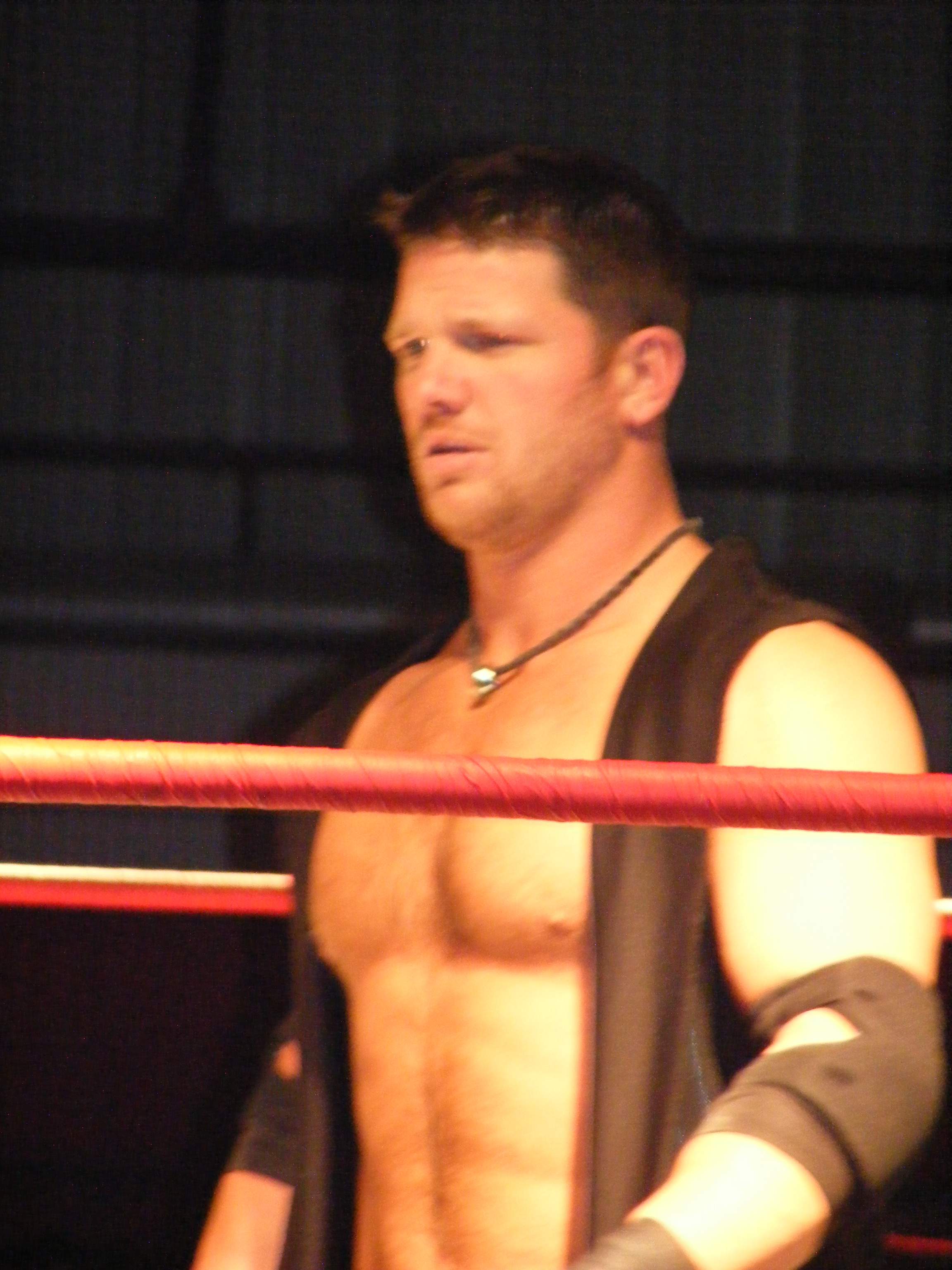
Styles em um show da TNA em 2007

Em fevereiro de 2008, Styles se envolveu em um enredo no qual ele se casou acidentalmente com Karen Angle. Enquanto isso, Styles e Tomko perderam o Campeonato Mundial de Duplas da TNA para Kaz e Super Eric. Com Kurt constantemente acusando Styles e Karen de um caso e ambos negando qualquer coisa além de amizade, Styles saiu da The Angle Alliance. Em retaliação, Tomko custou a Styles sua luta de qualificação King of the Mountain contra Booker T. No Slammiversary, Styles derrotou Angle após uma distração de Karen, mas foi derrotado por Angle e Tomko após a luta. A rivalidade continuou até o Hard Justice, onde ele derrotou Angle em uma luta Last Man Standing. Eles continuaram negociando vitórias e no episódio seguinte do Impact! ele derrotou Angle por sua medalha de ouro olímpica. Styles também venceu a revanche na escada na semana seguinte para acabar com a rivalidade, mas mais tarde ele foi convidado a devolver a medalha de ouro a Angle por Jeff Jarrett em um esforço para tentar consertar as coisas com Angle.
No Bound for Glory IV, Styles enfrentou Christian Cage e Booker T em um combate triplo na qual Booker T venceu. Pouco depois disso, Booker T, Kurt Angle, Kevin Nash e Sting formaram The Main Event Mafia, e Styles se uniu a Samoa Joe para lutar contra eles. No episódio de 30 de outubro do Impact!, Styles e Joe formaram uma facção de lutadores mais jovens conhecidos como The TNA Front Line para combater o Main Event Mafia, que recrutou Scott Steiner. Styles desafiou Sting pelo Campeonato Mundial dos Pesos Pesados da TNA no Turning Point e novamente em uma luta de duplas de oito homens no Final Resolution, mas não teve sucesso todas as vezes. No episódio de 22 de janeiro de 2009 do Impact!, Angle prometeu encerrar a carreira de Styles e mais tarde naquela noite derrotou Styles em uma luta de mesas, onde Styles se machucou (kayfabe).

No Against All Odds, Styles retornou atacando Booker T e roubando seu Campeonato de Lendas da TNA. Styles derrotou Booker T para se tornar Campeão de Lendas (e o primeiro TNA Grand Slam Champion) no Destination X, e ele manteve em uma revanche no Sacrifice. No Slammiversary, Styles competiu na luta King of the Mountain pelo Campeonato Mundial dos Pesos Pesados da TNA, mas não teve sucesso depois que Samoa Joe traiu The Front Line e ajudou Angle a vencer. Nash ganhou o Campeonato de Lendas de Styles no Victory Road. Após a derrota, Styles começou um "Best of Three Series" contra Matt Morgan pela entrada na luta pelo Campeonato Mundial dos Pesos Pesados da TNA com Sting e Angle no Hard Justice, que viu Styles vencer a primeira luta, mas perdendo as duas seguintes, resultando em Morgan avançando para Hard Justice.

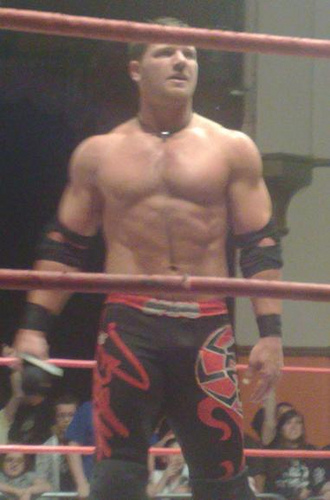
Styles em um show da TNA em 2008

#### Campeão Mundial dos Pesos Pesados da TNA (2009–2010)
Em 20 de agosto no episódio do Impact!, Styles foi convencido a se aposentar por Sting, que disse ter escolhido Styles para carregar a tocha depois dele. No No Surrender, Styles ganhou o Campeonato Mundial dos Pesos Pesados da TNA em uma luta five-way contra Matt Morgan, Sting, Hernandez e o atual campeão Kurt Angle. No Bound for Glory, Styles manteve o título contra Sting, terminando sua sequência invicta no Bound for Glory. Styles foi misteriosamente atacado por um assaltante anônimo nos bastidores levando-o a acreditar que era Samoa Joe ou Christopher Daniels, os quais ele enfrentou no mês seguinte no Turning Point para manter o Campeonato Mundial dos Pesos Pesados da TNA. Styles continuou a defender com sucesso o título contra Desmond Wolfe no episódio de 10 de dezembro do Impact!, contra Daniels no Final Resolution, contra Angle no episódio de 4 de janeiro de 2010 e contra Tomko, que havia sido revelado como seu misterioso atacante, no episódio de 14 de janeiro do Impact!.
No Genesis, Styles se tornou um vilão e derrotou Angle em uma luta Last Chance para reter o título novamente com a ajuda de Ric Flair. No episódio de 21 de janeiro do Impact!, Flair anunciou que havia se juntado com Styles e o batizado de "The New Nature Boy", mas no mesmo episódio Hulk Hogan anunciou uma revanche do Genesis, onde se Flair interferisse, Styles seria derrotado, concedendo o título a Angle. Durante a luta, Angle aplicou seu movimento signature, o Angle lock em Styles, que reverteu e aplicou o mesmo movimento em Angle, quando de repente o árbitro Earl Hebner, pago por Flair, chamou o sino, embora Angle não tenha finalizado. No Against All Odds, Styles manteve o título contra Samoa Joe, com a ajuda de Flair,, onde Eric Bischoff foi o árbitro do combate. No episódio de 8 de março do Impact!, Styles se juntou a Ric Flair em uma luta de duplas, perdendo para Abyss e Hulk Hogan. Styles defendeu o título contra Abyss no Destination X em uma luta que não foi disputada depois que Abyss acertou Styles com um chokeslam no ringue. No Lockdown, Styles defendeu com sucesso o título contra D'Angelo Dinero em uma luta em uma jaula de aço. No dia seguinte no Impact!, Styles perdeu o Campeonato Mundial dos Pesos Pesados da TNA para Rob Van Dam, terminando seu reinado em um recorde de 211 dias. Styles enfrentou Van Dam em uma revanche no Sacrifice, mas foi derrotado novamente.

#### Fortune (2010–2012)

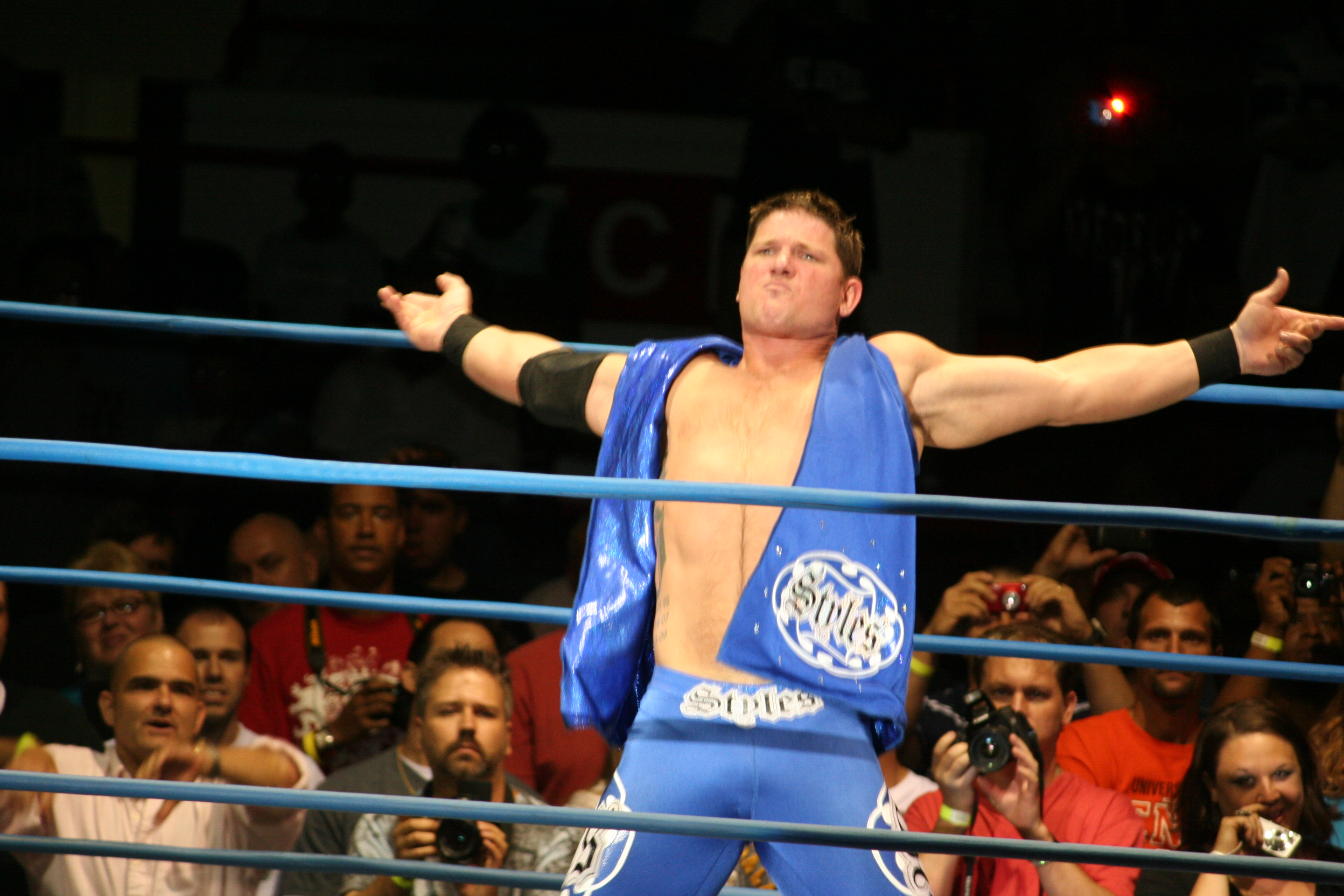
Styles em julho de 2011

Flair adotou Kazarian como seu mais novo protegido, fazendo com que Styles ficasse com ciúmes e tentasse impressionar seu mentor, mas depois de ser derrotado por Jay Lethal, Flair ordenou que ele "fosse para casa". No Slammiversary VIII, Styles tentou reconquistar Flair derrotando Lethal, mas perdeu novamente. No episódio seguinte do Impact!, Flair, que havia se alinhado com Styles, Desmond Wolfe, Kazarian, Robert Roode e James Storm, anunciou que reformaria os Four Horsemen sob o novo nome Fourtune, afirmando que cada um deles teria que ganhar seus lugares no grupo. Styles e Kazarian ganharam seus lugares derrotando Samoa Joe e Rob Terry devido à interferência externa de Desmond Wolfe. No episódio de 22 de julho do Impact!, Styles derrotou Terry para ganhar o Campeonato Global (anteriormente o Campeonato das Lendas) pela segunda vez. Na semana seguinte no Impact!, Styles renomeou o título para Campeonato de Televisão da TNA. Fourtune (logo renomeado Fortune) então rivalizou com o EV 2.0 e Styles derrotou o líder do EV 2.0 Tommy Dreamer em uma luta sem título "I Quit" no No Surrender, embora Fortune tenha sido derrotado em uma luta Lethal Lockdown por EV 2.0 no Bound for Glory. No episódio seguinte do Impact!, Fortune formou uma aliança com o novo grupo de Hulk Hogan e Eric Bischoff, Immortal. No Turning Point, Fortune derrotou o EV 2.0 em uma luta de dez homens e, como resultado, Sabu do EV 2.0 foi liberado da TNA. No mês seguinte, no Final Resolution, Styles perdeu o Campeonato da Televisão para Douglas Williams, que havia se juntado a Fortune. No episódio de 3 de fevereiro do Impact!, Fortune se tornou a favorita dos fãs ao atacar Immortal, quando eles interferiram em uma luta pelo Campeonato Mundial dos Pesos Pesados da TNA entre Mr. Anderson e Jeff Hardy. Flair, que não participou da interferência de Fortune devido a uma lesão, retornou no episódio de 17 de fevereiro do Impact!, atacando Fortune durante uma luta entre Styles e Matt Hardy, indo para a Immortal. Styles enfrentou Flair e Hardy em um combate triplo em 10 de março, onde Styles foi derrotado por seu ex-mentor, com a ajuda de Hardy. No Victory Road, Styles derrotou Hardy em uma luta individual, apesar da interferência de Flair.
No episódio seguinte do Impact!, Styles foi afastado com uma lesão na história depois que Flair ajudou Bully Ray a executar uma powerbomb nele do palco de entrada através de uma mesa. Styles fez seu retorno em 17 de abril no Lockdown, atacando Bully Ray e ajudando Fortune a derrotar Immortal. Ele então rivalizou com Tommy Dreamer, que se juntou ao Immortal para salvar seu emprego; Ray custou a Styles sua luta contra Dreamer no Sacrifice, acertando-o com uma corrente. No episódio de 26 de maio do Impact Wrestling, Styles e Daniels derrotaram Ray e Dreamer em uma luta de rua sem desqualificação, com Styles fazendo o pin em Dreamer para vingar sua derrota no Sacrifice. A rivalidade terminou no Slammiversary IX, onde Ray derrotou Styles em uma luta Last Man Standing. Styles então derrotou o colega da Fortune Christopher Daniels no evento principal do Destination X. Depois de semanas pedindo uma revanche, Styles finalmente concedeu uma a Daniels no episódio de 1º de setembro do Impact Wrestling, onde Daniels venceu e se recusou a apertar a mão de Styles. No Bound for Glory, Styles derrotou Daniels em uma luta "I Quit". Depois de derrotar Daniels novamente no episódio de 10 de novembro do Impact Wrestling, Styles entrou em uma rivalidade com o Campeão Mundial dos Pesos Pesados da TNA Bobby Roode, não conseguindo conquistar o título no Turning Point, empatando-o em uma Iron Man Match no Final Resolution, mas perdendo o desempate por morte súbita no episódio seguinte do Impact Wrestling. Durante os episódios seguintes do Impact Wrestling, Styles e Kazarian, os dois últimos membros da Fortune, chegaram às finais do Wild Card Tournament. Durante a luta final contra Magnus e Samoa Joe no episódio de 5 de janeiro de 2012 do Impact Wrestling, Kazarian abandonou Styles e se alinhou com Christopher Daniels, encerrando a Fortune.

#### Histórias finais (2012–2014)
No episódio de 9 de fevereiro do Impact Wrestling, Kazarian, agora aparentemente um associado de Daniels, o ajudou a derrotar Styles em uma luta individual. Três dias depois no Against All Odds, Styles foi derrotado por Kazarian em uma luta individual. No episódio de 3 de março do Impact Wrestling, Kazarian derrotou Styles em uma luta gauntlet; se Styles tivesse sucesso, Kazarian teria que explicar sua aliança com Daniels. Mr. Anderson então retornou e se alinhou com Styles para derrotar Daniels e Kazarian em uma luta de duplas no Victory Road e no Lockdown, onde as duas duplas estavam em equipes opostas na luta Lethal Lockdown. No episódio de 10 de maio do Impact Wrestling, Kazarian revelou que originalmente se alinhou com Daniels para impedi-lo de revelar o segredo de Styles, mas mudou de ideia depois de saber qual era o segredo, no momento em que Daniels revelou uma série de fotografias insinuando um relacionamento. entre Styles e a presidente da TNA, Dixie Carter.
No Sacrifice, Daniels e Kazarian custaram a Styles sua luta contra Kurt Angle, que mesmo assim salvou Styles de uma derrota depois do combate. Em 31 de maio, Styles derrotou Daniels no evento principal do primeiro episódio ao vivo do Impact Wrestling, após o qual Daniels e Kazarian tocaram o áudio de uma conversa telefônica para provar um caso entre Styles e Carter. No Slammiversary, Styles e Angle derrotaram Daniels e Kazarian para ganhar o Campeonato Mundial de Duplas da TNA. No episódio seguinte do Impact Wrestling, Styles entrou no Bound for Glory Series de 2012, onde foi eliminado na luta de abertura por Daniels. No episódio de 21 de junho do Impact Wrestling, Styles e Carter revelaram seu segredo - eles não estavam tendo um caso, mas estavam ajudando uma mulher grávida viciada chamada Claire Lynch a superar seus problemas. Na semana seguinte no Impact Wrestling, Styles e Angle perderam o Campeonato Mundial de Duplas da TNA de volta para Daniels e Kazarian quando Kazarian atingiu Styles com uma cadeira de aço, após Daniels admitir que Styles e Carter haviam contado a verdade sobre Claire, mas alegou que eles havia deixado de fora a parte sobre Styles ser o pai de seu bebê ainda não nascido. Styles derrotou Daniels em uma luta Last Man Standing no Destination X, e novamente em uma luta Bound for Glory Series e, de acordo com as estipulações pré-jogo, ganhou o direito de fazer um teste de paternidade no bebê de Claire. Na semana seguinte no Impact Wrestling foi revelado que Claire não estava grávida e seu advogado revelou o plano de Daniels e Kazarian para chantagear Styles. No episódio de 30 de agosto do Impact Wrestling, Styles foi eliminado no Bound for Glory Series de 2012 depois de perder para Samoa Joe. No No Surrender e Bound for Glory, Styles e Angle desafiaram sem sucesso Daniels e Kazarian pelo Campeonato Mundial de Duplas da TNA. Styles foi derrotado por James Storm em um combate triplo pelo Campeão Mundial dos Pesos Pesados da TNA no Turning Point, também envolvendo Bobby Roode, impedindo-o de receber outra oportunidade de título até Bound for Glory 2013, conforme estipulado antes da luta. Em 9 de dezembro no Final Resolution, Styles foi derrotado por Christopher Daniels no que foi anunciado como sua "luta final". No episódio seguinte do Impact Wrestling, Styles disse que estava cansado de fazer a coisa certa e que iria fazer suas próprias coisas a partir daí.
A partir de fevereiro de 2013, a TNA começou a transmitir vídeos na casa de Styles entrevistando sua esposa, uma amiga, e até mesmo tentando entrevistar o próprio Styles antes que ele os forçasse a sair com raiva. Styles, agora ostentando uma barba, cabelo despenteado e traje todo preto, retornou à TNA com a finalização Calf Killer como seu novo finalizador, que ele usou para derrotar James Storm em sua primeira luta de volta. Styles, que permaneceu em silêncio nas semanas seguintes, começou a brigar com Kurt Angle depois de se recusar a dizer a Angle se ele estava ou não com os Aces & Eights. Seu novo nickname foi apelidado de "O Lobo Solitário", já que ele rejeitou se juntar ao Aces & Eights. No Slammiversary XI, Styles foi derrotado por Angle em uma luta individual, mas ele o derrotou em uma revanche para ganhar a última vaga no Bound for Glory Series de 2013. Ao longo das semanas seguintes, Styles participou do Bound For Glory Series, vencendo o torneio e se tornando o desafiante número um pelo Campeonato Mundial dos Pesos Pesados da TNA no Bound for Glory. Na semana seguinte no Impact Wrestling, Styles afirmou que não estava mais sob contrato com a TNA e insultou Dixie Carter, que respondeu dizendo que Styles não era um grande lutador. Nas semanas que antecederam o Bound for Glory, Styles continuou a aparecer no Impact Wrestling, apesar de não ter um contrato com a empresa, mas ele derrotaria Bully Ray no Bound for Glory, apesar da interferência de Aces & Eights e Carter, para ganhar seu segundo Campeonato Mundial dos Pesos Pesados da TNA e quinto título mundial na empresa em geral. Styles fez sua primeira defesa de título televisionada no episódio seguinte do Impact Wrestling, derrotando Ray em uma revanche após interferência de Mr. Anderson, após o qual ele recusou a nova oferta de contrato de Carter e saiu da TNA com o título. Em 29 de outubro, a TNA deixou vago o Campeonato Mundial dos Pesos Pesados. Na gravação de 2 de dezembro do Impact Wrestling que foi ao ar em 2 de janeiro de 2014, Styles retornou à TNA com seu título para enfrentar Carter e Magnus (que havia vencido um torneio para coroar o novo Campeão Mundial dos Pesos Pesados), com Styles desafiando Magnus a um luta de unificação do título no episódio da próxima semana do Impact Wrestling, que Magnus aceitou. Na gravação de 5 de dezembro do Impact Wrestling, que foi ao ar em atraso de fita em 9 de janeiro, Magnus venceu para unificar os dois títulos após interferência de outros oito lutadores em nome de Magnus e Sting interferindo em nome de Styles no que seria a luta final de Styles com a TNA. Em 8 de dezembro, foi relatado que as negociações contratuais entre Styles e TNA foram interrompidas e que Styles deixaria a promoção, tornando-se um agente livre a partir de 17 de dezembro e encerrando sua associação de quase doze anos com a empresa. De acordo com Styles, ele deixou a promoção porque fizeram uma oferta que reduziu seu salário em cerca de 60%.

#### Empresas mexicanas e japonesas (2006–2013)
Durante sua estadia na TNA, Styles trabalhou em várias promoções japonesas e mexicanas devido a uma parceria com a TNA.
Em 17 de setembro de 2006 no Verano de Escandalo, Styles fez sua estreia na promoção mexicana AAA, como parte de um acordo de promoção cruzada entre TNA e AAA. A equipe TNA (Styles, Homicide, Low Ki e Samoa Joe) derrotaram Vipers Revolution (Abismo Negro, Charly Manson, Electroshock e Histeria) em uma partida de torneio semifinal e depois derrotou The Mexican Powers (Crazy Boy, Joe Líder e Juventud Guerrera) nas finais.
Em 20 de dezembro de 2007, como parte da relação de trabalho da TNA com a Inoki Genome Federation (IGF), Styles competiu no terceiro evento da promoção, derrotando a estrela da TNA Senshi.
Durante uma parceria entre a TNA e a New Japan Pro Wrestling (NJPW), Styles fez quatro aparições pela NJPW em 2008, começando em 4 de janeiro no Wrestle Kingdom II, onde Styles se uniu a Christian Cage e Petey Williams para derrotar RISE (Milano Collection AT, Minoru e Prince Devitt) em uma luta de duplas de seis homens. Em 17 de fevereiro, Styles perdeu para Hiroshi Tanahashi no dia 8 da ISM Tour do New Japan. Em 15 de agosto, Styles se uniu a Shinjiro Otani para enfrentar Kurt Angle e Masahiro Chono no dia 5 do evento G1 Climax – Heroes of Supremacy do New Japan, em um combate perdido. No dia seguinte, no dia 6 do show G1 Climax – Heroes of Supremacy do New Japan, Styles se uniu a Tanahashi para enfrentar a equipe de Kurt Angle e Shinsuke Nakamura, novamente perdendo.

### Retorno ao circuito independente (2003–2005)
Em 14 de março, Styles retornou ao International Wrestling Cartel (IWC) e desafiou com sucesso o Campeão IWC Super Indy Super Hentai pelo título. Em 13 de abril, Styles defendeu o título em uma revanche contra Hentai, mas a luta terminou em no contest, significando que Styles manteve o título. Em 10 de maio, Styles deixou o título vago. Em 23 de agosto, Styles desafiou sem sucesso o novo Campeão da Super Indy Colt Cabana depois que a luta terminou em um empate no limite de tempo de vinte minutos, o que significa que Cabana manteve o título. Em 12 de dezembro no IWC: Call to Arms, Styles mais uma vez desafiaria Cabana pelo título, mas novamente não teve sucesso.Em 12 de abril, Styles estreou no Combat Zone Wrestling (CZW), competindo no evento 3° evento Best of the Best da promoção. Styles se uniu a Jason Cross para enfrentar Jay Briscoe e Jimmy Rave, em um esforço perdido. Em 20 de julho, no CZW: Deja Vu II, Styles defendeu com sucesso o Campeonato Mundial de Pesos Pesados da NWA contra Rave.
Em 12 de setembro, Styles estreou no Maximum Pro Wrestling (MXPW), desafiando com sucesso o Campeão de Televisão do MXPW Chris Sabin e Christopher Daniels em uma luta three-way pelo título. Em 4 de outubro, Styles estreou no Pro Wrestling Guerrilla (PWG), desafiando sem sucesso o Campeão do PWG Frankie Kazarian e Christopher Daniels pelo título. Em 7 de novembro, Styles retornou à IWA: Mid-South para participar da promoção anual Ted Petty Invitational, que viu Styles derrotar Todd Sexton em sua primeira luta. Na noite seguinte, ele derrotou Jerry Lynn nas quartas de final, mas mais tarde naquela noite seria eliminado por Danny Daniels nas semifinais. Em 20 de março de 2004, Styles retornou à IWC, entrando no torneio de promoções Super Indy Survivor Showdown. A primeira luta de Styles no torneio foi nas semifinais por razões desconhecidas, na qual ele derrotou CM Punk. Mais tarde naquela noite, Styles enfrentou oCcampeão da IWC Super Indy Colt Cabana na final onde saiu como vencedor, conquistando o título. Em 17 de abril, Styles defendeu com sucesso o título contra Homicide, e em 8 de maio ele o fez novamente contra Christopher Daniels.
Em 17 de setembro, Styles retornou à IWA: Mid-South, entrando nas promoções 2004 Ted Petty Invitational. Styles derrotou Jimmy Rave em sua luta no primeiro round. Na noite seguinte, Styles derrotou Matt Sydal nas quartas de final. Mais tarde naquela noite, Styles derrotou Arik Cannon nas semifinais, além de derrotar Bryan Danielson e Samoa Joe na final para vencer o Ted Petty Invitational de 2004. Em 21 de outubro, Styles ganhou o vago Campeonato dos Pesos Pesados da IWA: Mid-South, derrotando Chris Sabin, Christopher Daniels e Petey Williams em uma four-way dance match. Dois dias depois, em 23 de outubro, Styles perdeu o título para CM Punk.
Em 1 de abril de 2005, Styles retornou ao PWG, derrotando Samoa Joe em uma luta pelo Campeonato da PWG no All-Star Weekend - Dia 1. Na noite seguinte, no Dia 2 do All-Star Weekend, Styles desafiou com sucesso Super Dragon para o título. Styles defendeu o título até 6 de agosto no Zombies Shouldn't Run, onde perdeu para Kevin Steen. Em 3 de setembro, Styles entrou no torneio Battle of Los Angeles de 2005, mas foi derrotado na final por Chris Bosh.

### Retorno para a ROH (2014–2016)
Styles derrotou Roderick Strong em sua luta de volta na gravação do Ring of Honor Wrestling em 4 de janeiro de 2014, e conquistou vitórias sobre Jay Lethal no 12th Anniversary Show e Chris Hero no evento Flyin' High No All Star Extravaganza VII, ele se tornou o desafiante número um pelo Campeonato Mundial da ROH ao vencer uma luta four-way envolvendo Adam Cole, Michael Elgin e Roderick Strong, mas ele desafiou sem sucesso o campeão Jay Lethal na Final Battle.
Styles fez sua última aparição independente antes de começar a trabalhar para a WWE nas gravações de TV da ROH em Duluth, Geórgia, em 23 de janeiro de 2016. Nas gravações, Styles foi interrompido por Jay Lethal e The House of Truth, seguidos por Roderick Strong. Uma briga que se seguiu viu os ex-companheiros do Bullet Club de Styles, Doc Gallows, Karl Anderson e The Young Bucks (que haviam demitido Styles da stable pouco mais de duas semanas antes) ajudá-lo contra vários membros do plantel da ROH. No final do show, Styles começou a se juntar ao Bullet Club em um abraço em grupo, imitando o famoso "Curtain Call" do WWF Madison Square Garden de 1996.

### Segundo retorno ao circuito independente (2014–2016)
Após sua saída da TNA, Styles começaria a aceitar reservas independentes pela primeira vez em dois anos, aceitando o maior número possível de datas e com mais regularidade. Durante sua segunda passagem no circuito independente, ele competiu em vários países ao redor do mundo, principalmente na Inglaterra.
Em 1 de março de 2014, Styles fez uma aparição para a promoção inglesa Preston City Wrestling, perdendo para o lutador britânico Lionheart no evento principal. Após a luta, Styles deu a Lionheart o Styles Clash, durante o qual Lionheart dobrou indevidamente o queixo, resultando em ele cair em cima de sua cabeça e legitimamente quebrar o pescoço.
Em 8 de fevereiro, Styles retornou à Combat Zone Wrestling (CZW) após onze anos, derrotando o Campeão Mundial dos Pesos-Pesados da CZW, Drew Gulak, por desqualificação, o que significou que Gulak manteve o título. Em agosto, Styles também retornou à Pro Wrestling Guerrilla (PWG) após onze anos, participando do torneio anual 10th Battle of Los Angeles da promoção, onde em 29 de agosto ele derrotou Brian Myers para chegar às quartas de final antes de perder para Roderick Strong por desqualificação em 31 de agosto.
Em 11 de março de 2015, Styles derrotou John Hennigan para ganhar o Campeonato dos Pesos Pesados da FWE em uma melhor de três quedas, duas quedas a um; Hennigan venceu a primeira queda depois de bater o Starship Pain, mas Styles fez Hennigan bater para o Calf Killer logo depois para marcar a segunda vitória e derrotou Hennigan após um Styles Clash para ganhar o título.
Em 29 de maio de 2015, o Campeão Peso Pesado da IWGP Styles (representando Bullet Club com o empresário Jonny Ferrari) derrotou Justin Gabriel no House of Glory High Intensity 4 na Jamaica, Nova York.
Em 14 de junho, Styles venceu o Revolution Pro Wrestling (RPW) Campeonato Britânico de Pesos Pesados da RPW, derrotando Marty Scurll no Summer Sizzler pelo título.
Em setembro, Styles fez sua estreia pela Chikara, quando se juntou aos outros membros do Bullet Club The Young Bucks (Matt e Nick Jackson) no King of Trios de 2015. Eles chegaram às semifinais do torneio de três dias, derrotando o Team Fight Club (Trent Seven, Tyler Bate e Dan Moloney), mas foram derrotados nas finais pelo Team AAA (Aero Star, Drago e Fénix).
Em 14 de janeiro de 2016, Styles lutou uma luta pelo 5 Star Wrestling em Sheffield, Inglaterra, onde enfrentou Rey Mysterio pela primeira vez, onde Styles derrotou Mysterio. Styles perdeu para John Morrison em uma luta individual que foi pelo inaugural Campeonato da 5 Star Wrestling.
Em 16 de janeiro, Styles retornou ao Revolution Pro Wrestling em Londres, Inglaterra, perdendo o Campeonato Britânico de Pesos Pesados da RPW para Zack Saber Jr. Após a luta, Styles fez uma promo abordando seu futuro e brincou de entrar na luta Royal Rumble. Em 5 de fevereiro, Styles lutou sua última luta independente (que ele havia pré-agendado antes de assinar com a WWE), derrotando Corey Hollis no Georgia Premier Wrestling.

### New Japan Pro Wrestling (2014–2016)

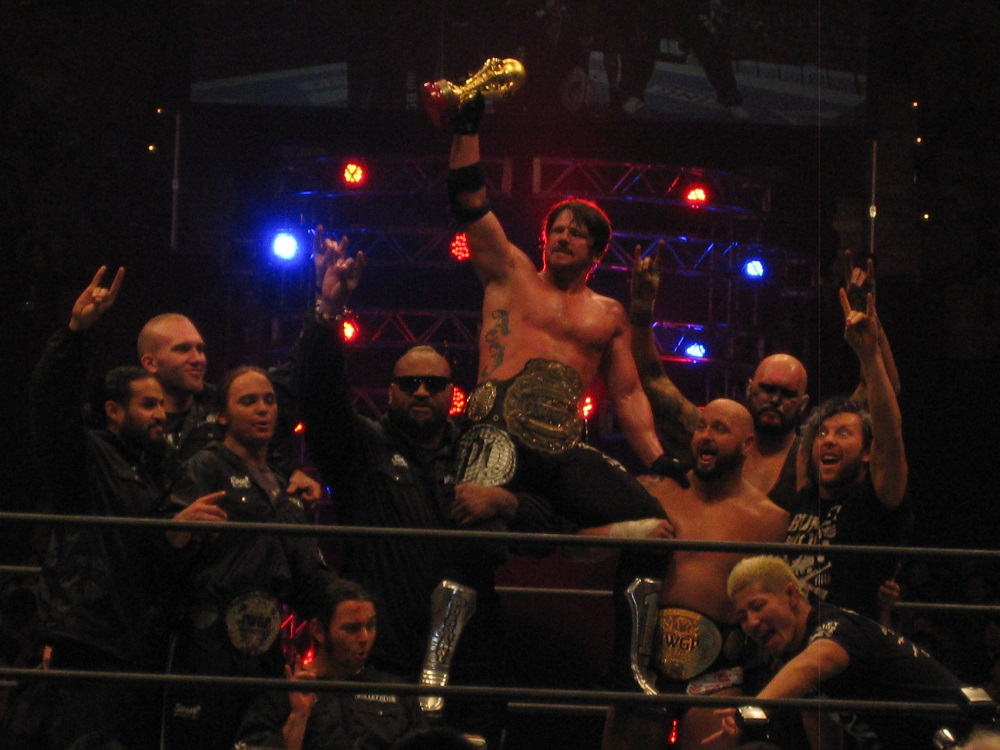
Styles (no centro, sendo levantado) celebrando com o Bullet Club depois de vencer o Campeão Peso Pesado da IWGP em fevereiro de 2015.

Pela primeira vez desde a parceria TNA-NJPW em 2008, em 27 de março de 2014, foi relatado que Styles retornaria a New Japan Pro-Wrestling e assinou um contrato com a empresa. O retorno de Styles aconteceu em 6 de abril no Invasion Attack, onde ele atacou o Campeão Peso Pesado da IWGP Kazuchika Okada após sua luta e o derrubou com o Styles Clash e desafiou Okada para uma luta pelo título, antes de se revelar como o mais novo membro do Bullet Club, estabelecendo a si mesmo como um heel no processo. Após o Invasion Attack, com Styles ainda trabalhando em uma agenda completa no circuito independente americano e apenas contratado para trabalhar nos eventos maiores da NJPW, Karl Anderson foi posicionado como o novo líder do Bullet Club. No entanto, Styles foi considerado o líder da versão Ring of Honor (ROH) do Bullet Club, um papel que também foi dado a ele pela NJPW no final de 2015. Styles lutou sua primeira luta sob um contrato com a New Japan em 3 de maio no Wrestling Dontaku, onde derrotou Okada com a ajuda de Yujiro Takahashi para se tornar o novo Campeão Peso Pesado da IWGP. Com esta vitória, Styles se tornou o sexto campeão gaijin (não japonês) na história do título e o primeiro campeão americano desde Brock Lesnar em 2005. A vitória também fez de Styles o campeão peso-pesado mais curto da história do IWGP. Em 17 de maio, Styles fez sua primeira defesa de título bem sucedida em uma luta three-way com Okada e Michael Elgin no evento War of the Worlds co-produzido pela NJPW/ROH em Nova York. Em 25 de maio no Back to the Yokohama Arena, Styles derrotou Okada em sua segunda defesa de título bem sucedida. Styles sofreu sua primeira derrota na NJPW em 21 de julho, quando foi derrotado por Okada em sua primeira luta no torneio G1 Climax de 2014. Das nove lutas restantes no torneio, Styles perdeu apenas uma, mas não conseguiu avançar para as finais devido à derrota contra Okada no confronto direto. Em 13 de outubro no King of Pro-Wrestling, Styles perdeu o Campeonato dos Pesos Pesados da IWGP para Hiroshi Tanahashi em sua terceira defesa, após o retorno de Yoshitatsu impedir que o mais novo membro do Bullet Club, Jeff Jarrett, interferisse na luta.
Em 8 de novembro no Power Struggle, Styles derrotou Yoshitatsu com a ajuda de Jarrett e depois da luta foi confrontado por Tetsuya Naito. Durante a luta, Yoshitatsu quebrou o pescoço legitimamente em um Styles Clash malfeito no qual ele enfiou a cabeça, levando a NJPW empurrando Styles como um "assassino" e o Styles Clash como uma manobra controversa. No final do mês, Styles entrou na World Tag League de 2014, ao lado de Yujiro Takahashi. Apesar de uma vitória sobre os atuais Campeões de Duplas da IWGP, companheiros de equipe do Bullet Club Doc Gallows e Karl Anderson, Styles e Takahashi não conseguiram avançar de seu bloco com um recorde de quatro vitórias e três derrotas devido a derrotas para Kazuchika Okada e Yoshi-Hashi no último dia. Styles e Naito se enfrentaram em uma luta em 4 de janeiro de 2015 no Wrestle Kingdom 9 no Tokyo Dome, onde Styles foi vitorioso. Em 6 de janeiro de 2015, Styles se inseriu de volta na rota pelo Campeonato dos Pesos Pesados da IWGP, quando derrotou Tanahashi em uma luta de duplas de oito homens, estabelecendo uma luta pelo título entre os dois no The New Beginning em Osaka. Em 11 de fevereiro, Styles derrotou Tanahashi para ganhar o Campeonato dos Pesos Pesados da IWGP pela segunda vez. Styles fez sua primeira defesa de título em 5 de abril no Invasion Attack, onde derrotou Kota Ibushi, vencedor da Nova Copa do Japão de 2015. Seu reinado de cinco meses terminou em sua segunda defesa em 5 de julho no Dominion 7.5 em Osaka-jo Hall, onde foi derrotado por Kazuchika Okada. De 20 de julho a 14 de agosto, Styles participou do G1 Climax de 2015. Styles entrou no último dia com a chance de avançar de seu bloco, mas uma derrota contra Hiroshi Tanahashi lhe custou uma vaga nas finais, dando-lhe um recorde de seis vitórias e três derrotas. Em 12 de outubro no King of Pro-Wrestling, Styles recebeu uma revanche pelo Campeonato dos Pesos Pesados da IWGP, mas foi novamente derrotado por Okada.
Em novembro, Styles entrou no Campeonato Intercontinental da IWGP ao desafiar Shinsuke Nakamura para uma luta pelo título. Mais tarde naquele mês, Styles foi forçado a se retirar da World Tag League de 2015, onde se juntou a Yujiro Takahashi, depois de sofrer uma lesão nas costas. Styles retornou ao ringue da NJPW em 4 de janeiro de 2016 no Wrestle Kingdom 10 em Tokyo Dome, onde desafiou sem sucesso Shinsuke Nakamura pelo Campeonato Intercontinental da IWGP. Horas após a luta de Styles no Wrestle Kingdom 10, foi relatado que Styles havia notificado a NJPW na manhã de 4 de janeiro, anunciando que estava deixando a promoção e assinando com a WWE. No dia seguinte, Styles fez sua última aparição na NJPW, onde os outros integrantes do Bullet Club se voltaram contra ele com Kenny Omega se tornando o novo líder do grupo.

### WWE

#### The Club e vitórias nos campeonatos (2016–2017)

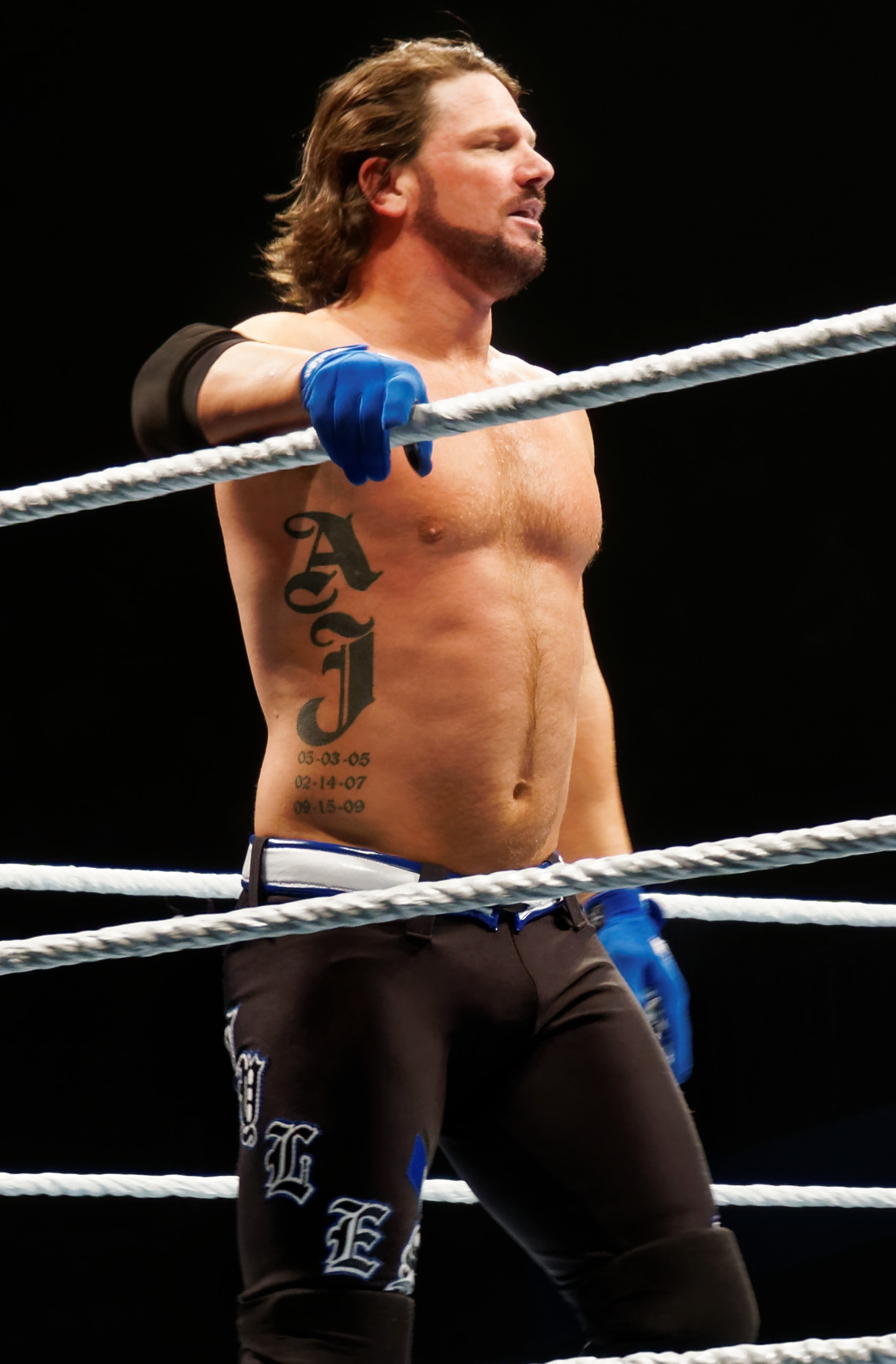
Styles em um evento ao vivo em abril de 2016.

Após semanas de especulação e a própria WWE cobrindo os rumores de que Styles deixaria a NJPW para a WWE, em 20 de janeiro de 2016 foi confirmado que ele havia assinado com a WWE. Antes de assinar, Styles também teve extensas discussões com a TNA e, de acordo com eles, Styles concordou em retornar à promoção com os companheiros do Bullet Club Doc Gallows e Karl Anderson, antes de ser oferecido um "acordo de explosão" pela WWE. Depois de não estar na televisão da WWE desde sua luta Metal em 2002, Styles fez sua re-estréia na WWE em 24 de janeiro no Royal Rumble pay-per-view durante a luta Royal Rumble pelo Campeonato Mundial dos Pesos Pesados da WWE, entrando como número três. Styles eliminou Curtis Axel e Tyler Breeze, antes de ser eliminado por Kevin Owens, durando pouco menos de 29 minutos na luta. Styles então entrou em um enredo com Chris Jericho, com os dois trocando vitórias no Raw e SmackDown, o que levou a um encontro entre os dois em 21 de fevereiro no Fastlane, onde Styles saiu vitorioso por submissão. Depois de Fastlane, Jericho e Styles formaram uma dupla, apelidada de "Y2AJ", e derrotaram The New Day (Big E e Kofi Kingston) em duas lutas sem título. Isso levou a uma luta pelo Campeonato de Duplas da WWE no episódio de 7 de março do Raw, que Y2AJ não conseguiu vencer, após o qual Jericho se virou contra Styles e o atacou, terminando oficialmente sua equipe. Os dois posteriormente interferiram nas lutas um do outro, levando Styles a desafiar Jericho para uma luta na WrestleMania 32, que Jericho finalmente aceitou no Raw de 28 de março. Na WrestleMania 32 em 3 de abril, Styles perdeu para Jericho.
No episódio seguinte do Raw, Styles venceu uma luta fatal four-way para se tornar o desafiante número um pelo Campeonato Mundial dos Pesos Pesados da WWE de Roman Reigns. Nas semanas que se seguiram, Styles se reuniu com os ex-colegas do Bullet Club Luke Gallows e Karl Anderson (agora conhecido como The Club) e uma aliança, que Styles inicialmente negou, foi provocada. No Payback em 1º de maio, Reigns acabou derrotando Styles por pinfall depois que a luta foi reiniciada duas vezes (com Styles vencendo primeiro por contagem e depois por desqualificação), apesar da interferência de Gallows e Anderson. Styles recebeu uma revanche contra Reigns pelo título no Extreme Rules em uma luta Extreme Rules, mas não teve sucesso devido à interferência de Gallows e Anderson e The Usos (Jey e Jimmy Uso). Na noite seguinte no Raw, Styles não se classificou para a luta Money in the Bank no Money in the Bank contra Kevin Owens. No Raw de 30 de maio, ele deu as boas-vindas ao retorno de John Cena, apenas para atacar Cena com a ajuda de Gallows e Anderson, tornando-se um heel no processo. Isso configurou uma luta entre Styles e Cena no Money in the Bank em 19 de junho, que Styles venceu após interferência do The Club. No Battleground em 24 de julho, The Club enfrentou Cena, Enzo Amore e Big Cass em uma luta six-man, onde eles perderam depois que Cena derrotou Styles. Durante o Draft da WWE de 2016, Styles foi convocado para a marca SmackDown na primeira rodada, sendo a segunda escolha geral da marca, enquanto Gallows e Anderson foram convocados para a marca Raw, dividindo o The Club. Styles enfrentou Cena mais uma vez no SummerSlam em 21 de agosto, que Styles venceu novamente. Após sua vitória sobre Cena, Styles afirmou ser o "novo rosto da WWE" e "o rosto que comanda o lugar".

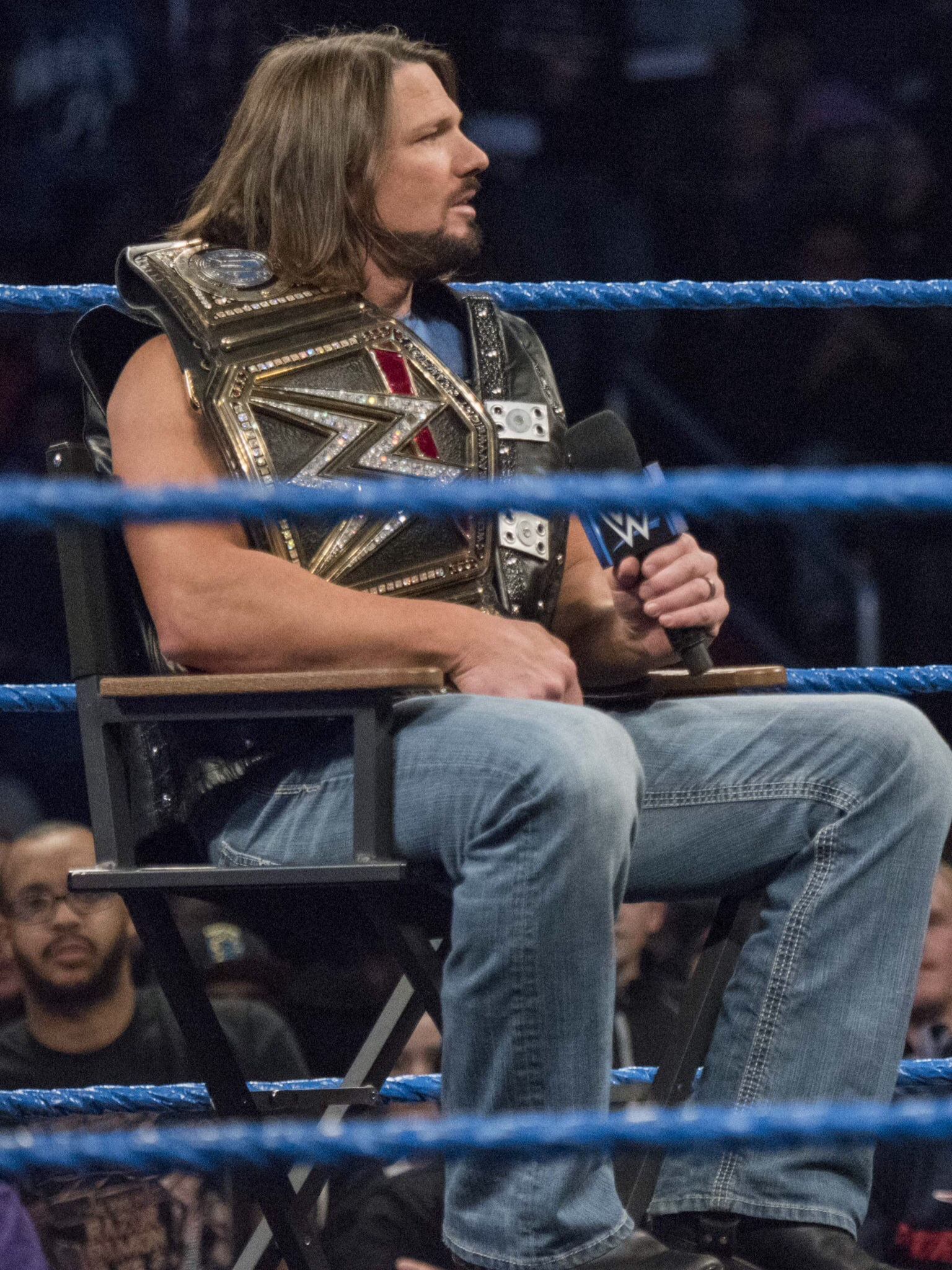
Styles como campeão da WWE em dezembro de 2016.

Devido à sua vitória no SummerSlam, Styles entrou novamente na rota pelo Campeonato Mundial da WWE e recebeu outra oportunidade pelo título no Backlash contra Dean Ambrose. No pay-per view em 11 de setembro, Styles derrotou Ambrose para se tornar o Campeão Mundial da WWE pela primeira vez após um golpe baixo, também seu primeiro campeonato na WWE e oitavo título mundial no geral. Styles fez sua primeira defesa de título bem sucedida contra Ambrose em uma revanche no episódio de 27 de setembro do SmackDown após interferência de John Cena. No No Mercy em 9 de outubro, Styles manteve o título contra Cena e Ambrose em uma luta triple threat após derrotar Cena. No Survivor Series em 20 de novembro, Styles formou o Team SmackDown ao lado de Ambrose, Bray Wyatt, Randy Orton e Shane McMahon na luta 5-on-5 Survivor Series contra o Team Raw, que o primeiro venceu. No TLC: Tables, Ladders & Chairs em 4 de dezembro, Styles manteve o campeonato sobre Ambrose em uma luta Tables, Ladders, and Chairs depois que James Ellsworth interferiu e empurrou Ambrose de uma escada e através de várias mesas. Styles então retomou sua rivalidade com Cena levando ao Royal Rumble de 2017 em 29 de janeiro, onde Styles foi derrotado pelo título, terminando seu reinado em 140 dias.
Em 12 de fevereiro no Elimination Chamber, Styles competiu em uma luta Elimination Chamber contra Cena, Baron Corbin, Bray Wyatt, Dean Ambrose e The Miz pelo Campeonato da WWE, que Wyatt venceu. No episódio seguinte do SmackDown, Styles não conseguiu recuperar o título de Wyatt em uma luta triple threat também envolvendo Cena. No mês seguinte, Styles começou uma rivalidade com o comissário do SmackDown Shane McMahon, devido à frustração de Styles por não conseguir recuperar o Campeonato da WWE. Isso levou a uma luta entre os dois na WrestleMania 33 em 2 de abril, que Styles venceu. No episódio seguinte do SmackDown, Styles apertou a mão de McMahon, virando face no processo.
No episódio de 11 de abril do SmackDown, Styles derrotou Baron Corbin e Sami Zayn para se tornar o desafiante número um pelo Campeonato dos Estados Unidos. No Backlash em 21 de maio, Styles perdeu sua luta contra Kevin Owens pelo Campeonato dos Estados Unidos por contagem. No Money in the Bank em 18 de junho, Styles competiu no Money in the Bank ladder match, mas não conseguiu vencer. Depois que Styles se tornou novamente o desafiante ao título de Owens, uma luta pelo título foi marcada para Battleground. No entanto, duas semanas antes do pay-per-view, Styles derrotou Owens durante um show da WWE no Madison Square Garden em 7 de julho para conquistar o Campeonato dos Estados Unidos pela primeira vez em sua carreira. No entanto, no Battleground em 23 de julho, Styles perdeu o título de volta para Owens, mas o recuperou dois dias depois no SmackDown em uma luta triple threat também envolvendo Chris Jericho, iniciando seu segundo reinado com o título. No SummerSlam em 20 de agosto, Styles derrotou Owens para manter o título com Shane McMahon como árbitro convidado especial. Depois de mais uma vez derrotar Owens dois dias depois no SmackDown para acabar com a rivalidade. Em setembro, Styles começou uma rivalidade com Tye Dillinger e Baron Corbin, levando a uma luta triple threat no Hell in a Cell em 8 de outubro, onde Styles perdeu o título para Corbin que fez o pin em Dillinger, terminando assim seu reinado em 75 dias. Dois dias depois no SmackDown, Styles não conseguiu recuperar o título de Corbin.

#### Reinado de um ano como Campeão da WWE (2017–2018)

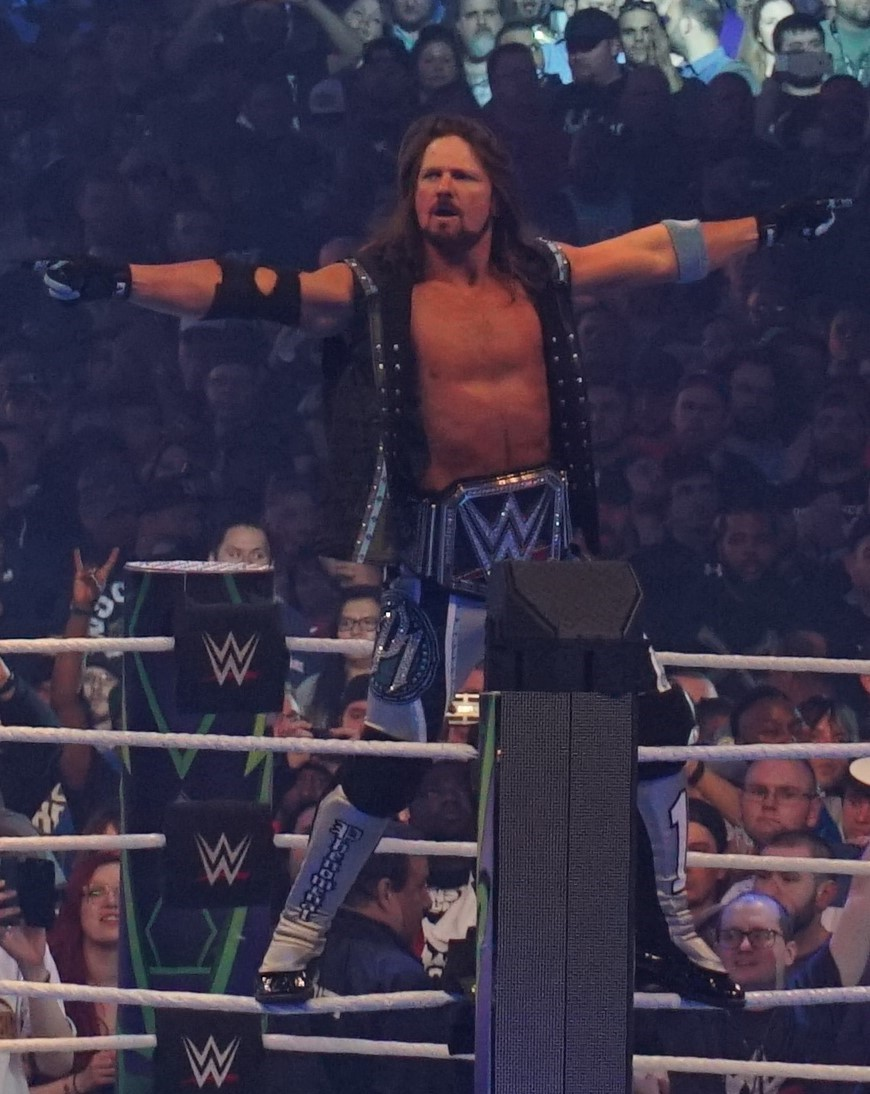
Styles como Campeão da WWE na WrestleMania 34.

No episódio de 17 de outubro do SmackDown, Styles começou uma rivalidade com o então Campeão da WWE, Jinder Mahal, confrontando-o e atacando-o. Em 22 de outubro, Styles apareceu no evento exclusivo do Raw TLC: Tables, Ladders & Chairs, competindo contra Finn Bálor devido ao oponente original de Bálor, Bray Wyatt, não ter sido liberado para competir, onde foi derrotado por Bálor. No episódio de 7 de novembro do SmackDown em Manchester, Inglaterra, Styles derrotou Jinder Mahal para ganhar o Campeonato da WWE pela segunda vez no que marcou a primeira vez que o título mudou de mãos no SmackDown desde setembro de 2003, tornando-se reconhecido pela WWE como o primeiro titular coroado fora da América do Norte (Antonio Inoki ganhou o título no Japão em 1979, mas este reinado não é reconhecido pela WWE). Com a vitória, Styles substituiu Mahal na luta campeão contra campeão no Survivor Series contra o Campeão Universal Brock Lesnar, que ele viria a perder. No Clash of Champions em 17 de dezembro, Styles derrotou Mahal por finalização em sua primeira defesa de título. A próxima rivalidade de Styles foi contra Kevin Owens e Sami Zayn, para quem ele perdeu partidas consecutivas devido a interferência, o que levou a uma luta pelo campeonato de handicap no Royal Rumble em 28 de janeiro de 2018 que Styles ganhou. Styles então defendeu com sucesso o título contra Kevin Owens, Sami Zayn, John Cena, Baron Corbin e Dolph Ziggler em um six-pack challenge no Fastlane em 11 de março.
Pouco depois, Styles começou uma rivalidade com o vencedor do Royal Rumble Shinsuke Nakamura. Na WrestleMania 34 em 8 de abril, Styles derrotou Nakamura para manter o Campeonato da WWE, e após a luta, Styles foi submetido a um ataque sem classe de Nakamura, esquentando sua rivalidade. Styles continuaria mantendo seu título contra Nakamura em três eventos diferentes: Greatest Royal Rumble por contagem dupla, Backlash em uma luta sem desqualificação, que terminou em no contest, e Money in the Bank, onde Styles terminou a rivalidade depois de vencer uma luta Last Man Standing. Depois de uma defesa bem sucedida contra Rusev no Extreme Rules em julho, Styles se tornou o campeão da WWE com mais tempo na história do SmackDown em 14 de agosto, superando o recorde de 280 dias estabelecido por John "Bradshaw" Layfield.
No episódio de 24 de julho do SmackDown, Styles começou uma rivalidade com Samoa Joe, depois que ele foi atacado por Joe. Styles manteve o título no SummerSlam, apesar de perder por desqualificação. A rivalidade de Styles e Joe continuou após o SummerSlam sobre a esposa de Styles, Wendy, onde Joe afirmou que derrotaria Styles e se tornaria o "novo papai", levando a uma revanche no Hell in a Cell, onde Styles derrotou Joe de forma controversa. mantendo o título; Styles foi submetido a Joe durante um roll-up, no entanto, o árbitro não viu a submissão e contou o pin permitindo que Styles retivesse o título. Styles derrotou Joe mais duas vezes no Super Show-Down por submissão e Crown Jewel.
No Super Show-Down, Daniel Bryan se tornou o desafiante número um pelo título de Styles, eles deveriam se enfrentar pelo título no Crown Jewel. No entanto, a luta aconteceu no episódio de 30 de outubro do SmackDown Live, onde Styles derrotou Bryan para manter o título. Em 7 de novembro, Styles ultrapassou a marca de 365 dias de seu reinado de título, tornando-se o oitavo homem a ter conquistado o Campeonato da WWE por um reinado contínuo de um ano inteiro. No episódio de 13 de novembro do SmackDown Live, Styles perdeu seu título para Daniel Bryan após um golpe baixo, terminando seu reinado em 371 dias. Styles recebeu sua revanche contra Bryan no TLC: Tables, Ladders & Chairs, mas não conseguiu recuperar o título.

#### Reunião com The Club (2019–2020)
No Royal Rumble em 27 de janeiro de 2019, Styles mais uma vez não conseguiu ganhar o título, depois que Rowan retornou e atacou Styles quando o árbitro estava incapacitado e permitindo que Bryan retivesse o título. Após o Royal Rumble, Styles ganhou outra oportunidade de reconquistar o título após se qualificar para a Elimination Chamber match. Na Elimination Chamber em 17 de fevereiro, Styles não teve sucesso depois que ele foi eliminado por Randy Orton. Após Elimination Chamber, ambos Styles e Randy Orton começaram a fazer comentários depreciativos um sobre o outro, iniciando uma rivalidade entre os dois. Em Fastlane, depois que Orton interrompeu Elias, Styles acertou Orton com um Phenomenal Forearm do nada. Isso levou a um confronto entre os dois no episódio de 12 de março do SmackDown Live, no qual Styles desafiou Orton para uma luta na WrestleMania 35. Na WrestleMania, Styles derrotou Orton. No dia seguinte, foi relatado que Styles sofreu uma lesão durante sua luta com Orton e foi mandado para casa para se recuperar. Styles não apareceu no SmackDown Live após a WrestleMania, e foi relatado que foi uma lesão no quadril.
Em 15 de abril, Styles foi transferido para o Raw como parte do Superstar Shake-up. Naquela noite no Raw, ele se juntou a Roman Reigns e Seth Rollins para derrotar Baron Corbin, Bobby Lashley e Drew McIntyre. Na semana seguinte no Raw, o CEO Triple H agendou duas lutas triple threat, com os vencedores se enfrentando para determinar o próximo candidato contra Seth Rollins pelo Campeonato Universal, onde Styles derrotou os recrutados Rey Mysterio e Samoa Joe em a luta triple threat e depois derrotou Baron Corbin para ganhar uma luta pelo Campeonato Universal contra Seth Rollins no Money in the Bank. Após uma assinatura de contrato para a luta na semana seguinte, Styles começaria uma lenta mudança de personagem, fazendo coisas como se tornar mais agressivo no ringue, abandonando Rollins em uma luta de duplas e criticando Luke Gallows e Karl Anderson (que também havia voltado ao Raw) quando eles perderiam uma partida por excesso de confiança. No evento, Styles não conseguiu ganhar o título de Rollins.
Styles retornou no Raw de 24 de junho, após um mês de inatividade devido a lesões sofridas no Money in the Bank, derrotando o Campeão dos Estados Unidos Ricochet em uma luta sem o título. No episódio de 1º de julho do Raw, Styles não conseguiu ganhar o Campeonato dos Estados Unidos de Ricochet. Após a luta, ele atacou Ricochet com a ajuda de Gallows e Anderson, virando heel pela primeira vez desde abril de 2017. No Extreme Rules, Styles derrotou Ricochet para ganhar o Campeonato dos Estados Unidos pela terceira vez. No episódio de 22 de julho do Raw, o The Club foi renomeado para "The O.C." ("Clube Original"). No SummerSlam, Styles manteve com sucesso o título contra Ricochet. Styles então manteve seu título contra Cedric Alexander no Clash of Champions e contra Humberto Carrillo no Crown Jewel. No Survivor Series, Styles foi derrotado pelo Campeão Norte Americano do NXT Roderick Strong em uma luta interbrand triple-threat também envolvendo o Campeão Intercontinental Shinsuke Nakamura. No Raw de 25 de novembro, Styles perdeu seu título para Rey Mysterio, terminando seu reinado em 134 dias.
No Royal Rumble em 26 de janeiro de 2020, Styles entrou na luta Royal Rumble como número 18, mas foi eliminado por Edge. No mês seguinte no Super ShowDown, Styles foi derrotado por último em uma luta pelo Tuwaiq Trophy após o retorno de The Undertaker. Duas semanas depois no Elimination Chamber, Styles foi derrotado em uma luta sem desqualificação por Aleister Black após interferência de The Undertaker. Na noite seguinte no Raw, Styles desafiou The Undertaker para uma luta na WrestleMania 36, que foi confirmada na semana seguinte. Em 4 de abril, no pay-per-view "Parte 1" do evento de duas noites, Styles lutou no evento principal da WrestleMania pela primeira vez, perdendo para The Undertaker em uma luta Boneyard no evento principal. Depois da WrestleMania, Styles tirou um ano sabático da televisão da WWE. Em 15 de abril, tanto Anderson quanto Gallows foram liberados de seus contratos com a WWE como parte de cortes orçamentários decorrentes da pandemia do COVID-19, efetivamente dissolvendo The O.C.

#### Aliança com Omos (2020–2021)
Depois de uma breve ausência, Styles retornou no Raw de 4 de maio e venceu uma luta gauntlet para conseguir uma vaga na luta Money in the Bank no Money in the Bank. No evento, Styles não conseguiu capturar a maleta. No episódio de 22 de maio do SmackDown, Styles foi negociado com a marca quando foi anunciado como participante do torneio pelo Campeonato Intercontinental. Ele derrotou Shinsuke Nakamura na primeira rodada, e ganhou o direito de ir para as finais depois que seu oponente programado, Elias, não conseguiu competir. No episódio de 12 de junho do SmackDown, Styles derrotou Daniel Bryan para ganhar o Campeonato Intercontinental pela primeira vez. Durante as semanas seguintes, Styles defendeu com sucesso o título contra nomes como Drew Gulak, Matt Riddle e Gran Metalik. No episódio de 21 de agosto do SmackDown, Styles perdeu o título para Jeff Hardy, terminando seu reinado em 70 dias. No Clash of Champions, Styles não conseguiu recuperar o título em uma luta de escadas triple threat que foi vencida por Sami Zayn.
Como parte do Draft de 2020 em outubro, Styles foi convocado de volta para a marca Raw. No Raw de 19 de outubro, Styles estreou um novo guarda-costas, Omos, antes de derrotar Riddle. No Survivor Series, Styles foi o capitão do Team Raw em uma vitória limpa contra o Team SmackDown. Logo após o evento, Styles começaria uma rivalidade com o Campeão daWWE Drew McIntyre. No TLC: Tables, Ladders & Chairs, Styles enfrentou McIntyre pelo título em uma luta TLC, mas não conseguiu vencer, pois The Miz descontou sem sucesso sua maleta do Money in the Bank durante a luta. No evento Royal Rumble em 31 de janeiro de 2021, Styles competiu na luta Royal Rumble, mas não conseguiu vencer após ser eliminado por Braun Strowman. No Elimination Chamber, Styles desafiou sem sucesso o Campeonato da WWE dentro da estrutura de aço depois de ser o último homem eliminado por Drew McIntyre.
No Raw de 22 de março, Styles e Omos desafiaram The New Day para uma luta pelo título na WrestleMania 37, que The New Day aceitou. Na WrestleMania, Styles e Omos conquistaram o Campeonato de Duplas do Raw e no processo, Styles também se tornou o vigésimo segundo Campeão Grand Slam da WWE, e o primeiro a conquistar o WWE e o TNA/Impact Grand Slam. Nos meses seguintes, Styles e Omos defenderam com sucesso os títulos em revanches com The New Day e contra Elias e Jaxson Ryker antes de entrar em uma rivalidade com The Viking Raiders. A partida foi feita entre Styles e Omos e The Viking Raiders pelos títulos no Money in the Bank. No evento, Styles e Omos defenderam com sucesso os títulos contra os Viking Raiders. Depois disso, Styles e Omos começaram a rivalizar com Riddle e Randy Orton, que formam o time de RK-Bro. Após semanas de confronto, foi feita uma luta entre Styles e Omos e RK-Bro no SummerSlam pelos títulos. No evento, Styles e Omos perderam os títulos para RK-Bro, encerrando seu reinado em 133 dias.
No Extreme Rules, Styles e Omos se uniram a Bobby Lashley para enfrentar o The New Day em uma luta 6-man tag team, na qual Styles, Omos e Lashley perderam. Depois disso, foi anunciado que Styles e Omos enfrentariam RK-Bro em uma revanche pelos títulos de duplas no Crown Jewel. No evento, Styles e Omos mais uma vez perderam para RK-Bro. No Survivor Series em novembro, Styles e Omos participaram de uma batalha real entre marcas, que Omos venceu.

#### Rivalidade com Edge (2021–presente)
Depois de não conseguir vencer várias partidas nas semanas seguintes, no episódio de 20 de dezembro do Raw, Omos se virou e atacou Styles, terminando sua parceria e, no processo, Styles virando face pela primeira vez desde 2019. No Royal Rumble em 29 de janeiro de 2022, Styles entrou em primeiro lugar e eliminou seis lutadores antes de ser eliminado por Madcap Moss. Styles foi desafiante pelo Campeonato da WWE no Elimination Chamber, dentro da estrutura homônima, onde ele não conseguiu ganhar o título depois de ser eliminado pelo eventual vencedor Brock Lesnar. No Raw de 28 de fevereiro, Styles aceitou um desafio aberto de Edge para uma luta na WrestleMania 38, que resultou em ele ser atacado por Edge depois, que incluiu Edge batendo na cabeça dele com uma cadeira várias vezes. Na segunda noite do evento, Styles perdeu para Edge. No Raw de 18 de abril, Edge desafiou Styles para uma revanche no WrestleMania Backlash, que Styles aceitou.

## Recepção e legado
Em um artigo de 2016, o jornalista da Pro Wrestling Torch, Michael Moore, observou que Styles "há muito tempo é considerado um dos melhores lutadores do mundo". Em novembro de 2012, o colunista da IGN UK Matt Fowler classificou Styles no número 38 em sua lista dos 50 melhores lutadores profissionais de todos os tempos. Luke Winkie, da Sports Illustrated, o listou como o 46º maior lutador de todos os tempos em 2016, observando que: "Honestamente, em alguns anos, não me surpreenderia se A.J. pertencesse ao top 20."
Ayub Nouinou, colunista do The Independent, descreveu-o como a "jóia da coroa" da TNA por mais de uma década, antes de "aplicar seu ofício" para NJPW e ROH, entre outros. Nouinou continuou afirmando que Styles "se estabeleceu como um dos melhores talentos do planeta nos últimos dois anos (2014 e 2015)" e observou que, em relação à assinatura de Styles na WWE em 2016, "a adição de Styles teria que ser considerada uma das maiores contratações desde a virada do milênio". Finalmente, Nouinou fez a previsão de que "Styles pode ser o superstar que lidera a WWE em uma nova era". Josh Barnett, colunista do USA Today, afirmou em março de 2017 que Styles "poderia ser considerado o MVP da WWE no ano passado". Barnett também acrescentou que em 2016 Styles teve "algumas das melhores lutas da WWE, incluindo várias lutas contra John Cena e Roman Reigns", enquanto também observou que ele "é considerado um dos raros artistas que podem ter uma grande luta com qualquer um". No final de 2021, Philip Lindsey, do Bleacher Report, escreveu que Styles era considerado "um dos melhores competidores do mundo. Muitas estrelas de topo tiveram algumas lutas mais memoráveis contra este técnico de alto nível."
Muitos dos colegas de Styles o elogiaram como sendo um dos maiores artistas do ringue. Kurt Angle o nomeou como o melhor lutador que ele já lutou. Stone Cold Steve Austin apelidou Styles de "o melhor lutador em dois pés", enquanto The Undertaker, que Styles enfrentou em sua luta de aposentadoria, descreveu-o como "provavelmente o melhor do ramo... [o] mais próximo de Shawn Michaels que existe." A comparação com Shawn Michaels também foi feita por Paul Heyman, um promotor e empresário de luta livre profissional, que afirmou que: "Ele é tudo o que Shawn Michaels, Bret Hart e Ric Flair foram para sua geração e ele o atualizou. Ele evoluiu seus estilos para realmente ser o artista mais fenomenal no ringue que eu já tive a honra e o prazer de assistir de perto".

## Outras mídias
Em 2003, a ROH lançou Evolution of a Phenom: The Best of AJ Styles, um DVD que cobre Styles desde sua estreia até meados de 2003. Em 2004, a ROH lançou The Phenomenon Continues: The Best of AJ Styles Vol. 2, um DVD de acompanhamento do original lançado em 2003. Também em 2004, a TNA lançou Phenomenal: The Best of A.J. Styles, um DVD com as melhores lutas de Styles.
Em 2006, a ROH lançou uma entrevista de filmagem com Styles, ao lado de Christopher Daniels para as promoções da série "Straight Shootin'". Em 2007, a TNA lançou Phenomenal: The Best of A.J. Styles Volume 2, um DVD de acompanhamento do original lançado em 2004. Também em 2007, Styles foi mencionado na música "Scatterbrain" do Insane Clown Posse em seu EP Eye of the Storm.
Em 2008, Styles ajudou a desenvolver o primeiro videogame de luta livre da TNA conhecido como TNA Impact!, que foi lançado no mesmo ano em 9 de setembro. Em 2009, Styles foi destaque no MTV's Made tentando ajudar um jovem colegial a se tornar um lutador profissional ao lado de Taylor Wilde e The Beautiful People (Angelina Love e Velvet Sky).
Em 2011, Styles foi destaque no videoclipe da música "Something to Do with Your Hands" da cantora country Sarah Darling. Em 2012, Styles e Montell Jordan apresentaram o prêmio de Melhor Gravação de Rap/Hip Hop do Ano para Lecrae no 43º GMA Dove Awards.
Em 2013, a ROH lançou AJ Styles - Styles Clash, um DVD de 2 discos com as melhores lutas de Styles na  ROH de 2002 a 2005.
Em 2016, a TNA lançou The Essential AJ Styles Collection, um DVD de 4 discos apresentando as 30 melhores lutas de Styles na TNA .
Em 2018, foi anunciado que Styles estaria na capa do WWE 2K19. Ele selecionou a música "Survival" de Eminem para aparecer na trilha sonora.

### Filmografia

#### Televisão
| Ano  | Series | Função    | Notas                                     |
| ---- | ------ | --------- | ----------------------------------------- |
| 2009 | Made   | Ele mesmo | Técnico Episódio: "Pro Wrestler: Rebecca" |

#### Vídeo Games
| Ano  | Título                      | Função            | Notas                            |
| ---- | --------------------------- | ----------------- | -------------------------------- |
| 2008 | TNA Impact!                 | Ele mesmo         | Personagem jogável               |
| 2008 | Pro Wrestling X             | Consultor técnico | Não aparece no jogo              |
| 2009 | TNA Wrestling               | Ele mesmo         | Personagem jogável               |
| 2010 | TNA Impact!: Cross The Line | Ele mesmo         | Personagem jogável               |
| 2011 | TNA Wrestling Impact!       | Ele mesmo         | Personagem jogável               |
| 2016 | WWE 2K17                    | Ele mesmo         | Personagem jogável               |
| 2017 | WWE 2K18                    | Ele mesmo         | Personagem jogável               |
| 2018 | WWE 2K19                    | Ele mesmo         | Personagem jogável, Capa do jogo |
| 2019 | WWE 2K20                    | Ele mesmo         | Personagem jogável               |
| 2020 | WWE 2K Battlegrounds        | Ele mesmo         | Personagem jogável               |
| 2022 | WWE 2K22                    | Ele mesmo         | Personagem jogável               |

#### Web
| Ano           | Título                            | Função                       | Notas                           |
| ------------- | --------------------------------- | ---------------------------- | ------------------------------- |
| 2010          | Marvel Super Heroes: What The--?! | Bala de canhão               | Episódio: "Winter Games: Day 9" |
| 2016          | Superstar Ink                     | Ele mesmo                    |                                 |
| 2016–presente | UpUpDownDown                      | Ele mesmo/Príncipe Fenomenal | Aparições regulares             |
| 2017–presente | Southpaw Regional Wrestling       | Malibu Al                    | Aparições regulares             |

#### WWE Network
| Ano           | Título                                                        | Função    | Notas                     |
| ------------- | ------------------------------------------------------------- | --------- | ------------------------- |
| 2016          | Ride Along                                                    | Ele mesmo | Episódio: "Rockford"      |
| 2016          | Stone Cold Podcast                                            | Ele mesmo | Episódio 11               |
| 2016          | The Edge and Christian Show That Totally Reeks of Awesomeness | Ele mesmo | Episódio: "Spring Break!" |
| 2016–presente | WWE 24                                                        | Ele mesmo | 4 episódio                |
| 2017          | Table for 3                                                   | Ele mesmo | Episódio: "Common Bonds"  |

## Vida pessoal
Jones é casado com Wendy Jones. Ele e Wendy tem quatro filhos, Ajay Covell Jones (nascido em 3 de maio de 2005), Avery Jones (nascido em 14 de fevereiro de 2007), Albey Jones (nascido em 15 de setembro de 2009) e Anney Jones (nascida em 8 de outubro de 2014). O primeiro nome do meio da criança foi retirado do verdadeiro nome do melhor amigo de Jones e companheiro de TNA, Daniel Covell, mais conhecido como Christopher Daniels. A família vive em Gainesville, Geórgia. Wendy é empregada como uma professora escolar.
Jones é também um devoto cristão.  Ele afirma que em sua vida: "É Deus em primeiro lugar e em segundo a família".
Ele é um ávido jogador de jogos eletrônicos, e ele mencionou em uma entrevista com a PowerSlam Mag que ele não gosta da série WWE SmackDown vs. Raw e os únicos jogos que ele gosta são os jogos de wrestling do velho Nintendo 64 AKI. Ele também afirmou que o seu jogo de luta favorito é o japonês Virtual Pro Wrestling 2 para o Nintendo 64. Jones também revelou no site oficial da TNA, no lançamento do vídeo para o Phenomenal: The Best of A.J. Styles Volume 2, e em uma entrevista com jornalistas da New Zealand Pro Wrestling que ele cresceu em uma família pobre e que eles não podiam pagar TV a cabo enquanto ele estava crescendo, o que resultou em ele ser incapaz de assistir wrestling profissional.
Em 2010, Jones adquiriu uma grande tatuagem no lado direito de seu torso que lê "AJ 05-03-05 02-14-07 09-15-09", que representa as iniciais e as datas de nascimento de seus três filhos. Em 2016, Jones tatuou a data de nascimento da filha (10-08-14), com um laço de fita ao lado.

## Campeonatos e conquistas
- AAA

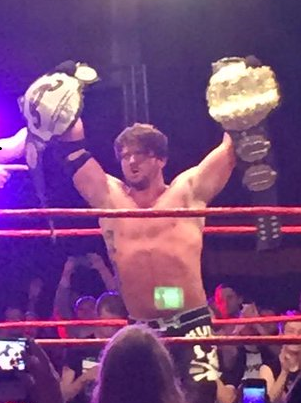
Styles has won numerous titles wrestling in international promotions, such as Revolution Pro Wrestling's RPW British Heavyweight Championship (right hand) and being a two-time IWGP Heavyweight Champion while with New Japan Pro-Wrestling (left hand)

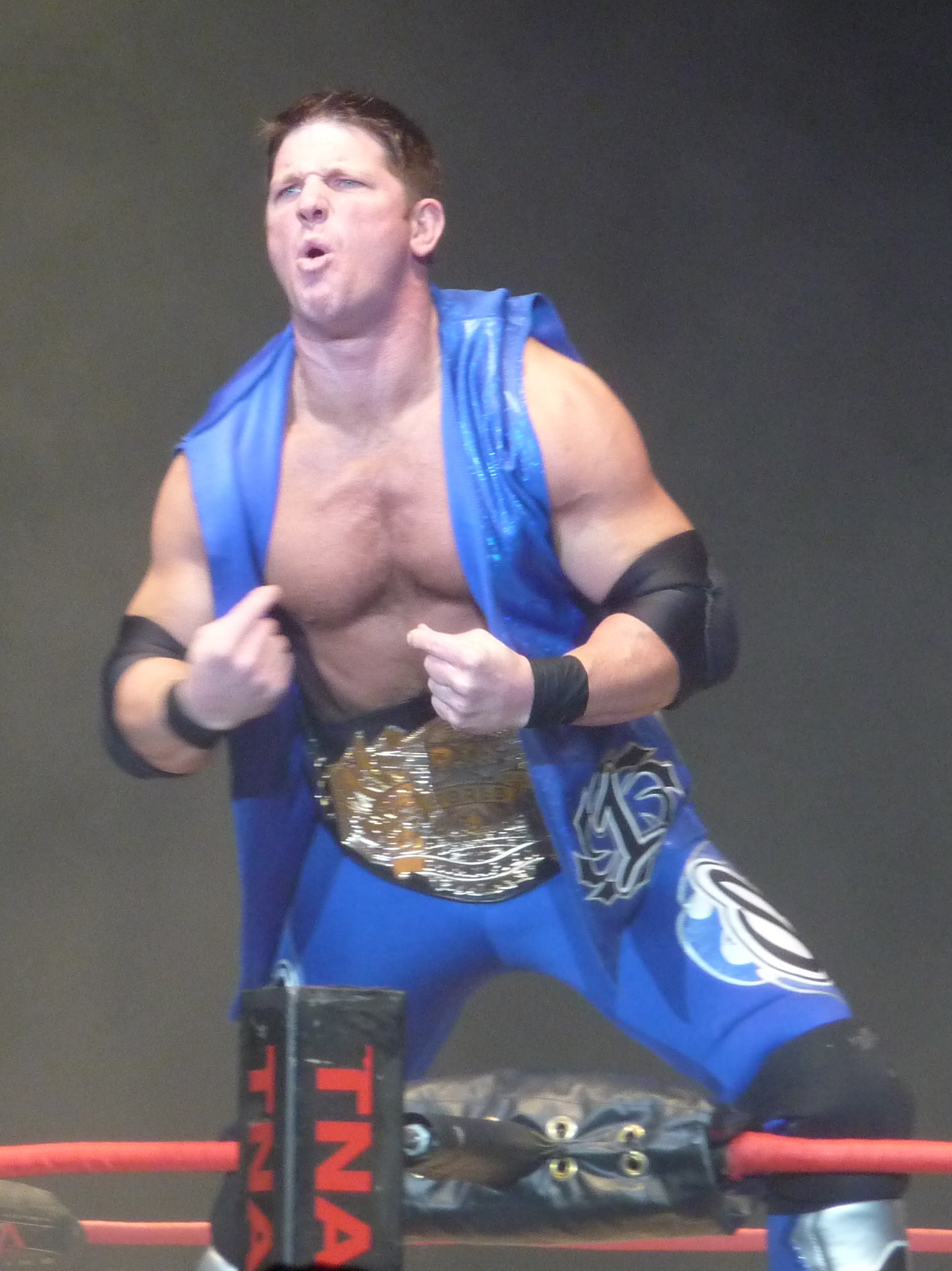
In TNA, he won the TNA World Heavyweight Championship twice and the NWA World Heavyweight Championship three times.

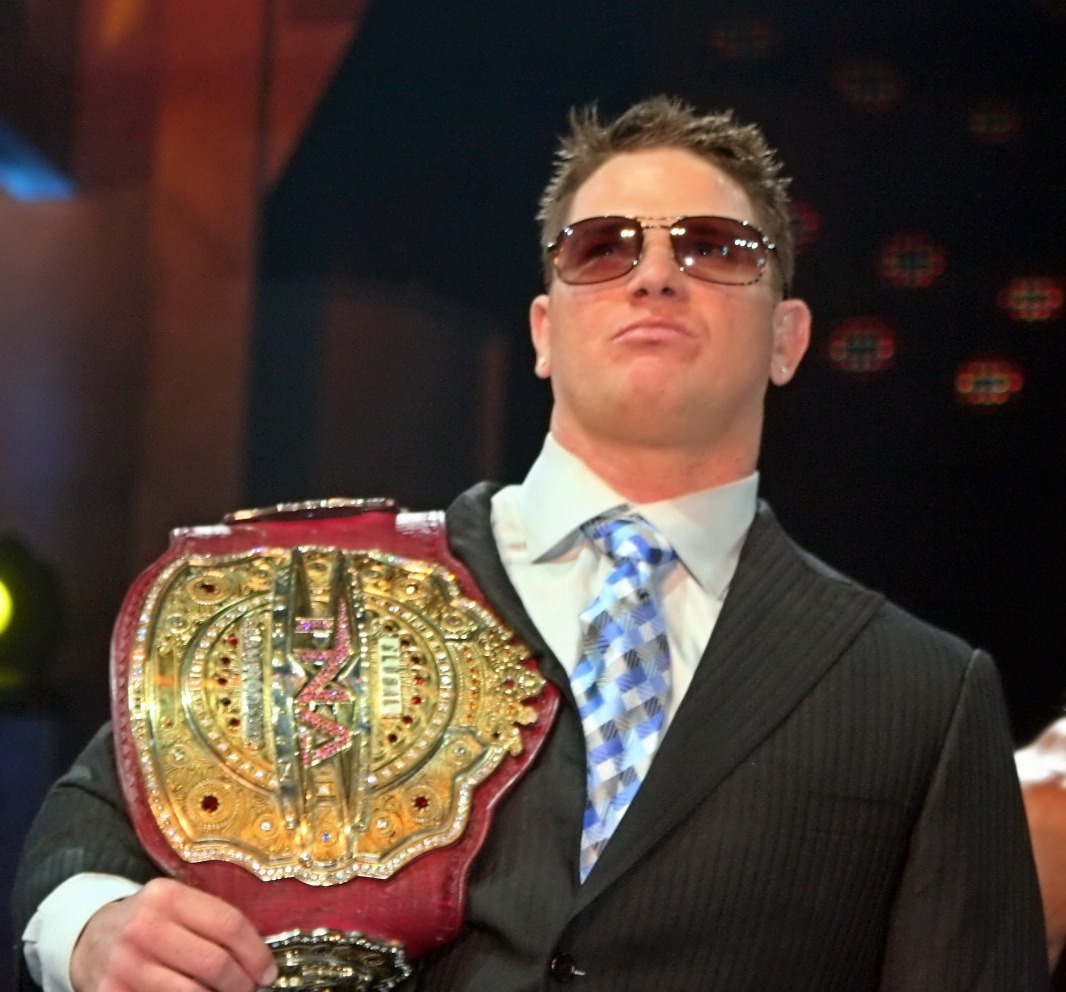
Winning the TNA Legends/Television Championship (of which he is a two-time title holder) made him the first TNA Grand Slam Champion

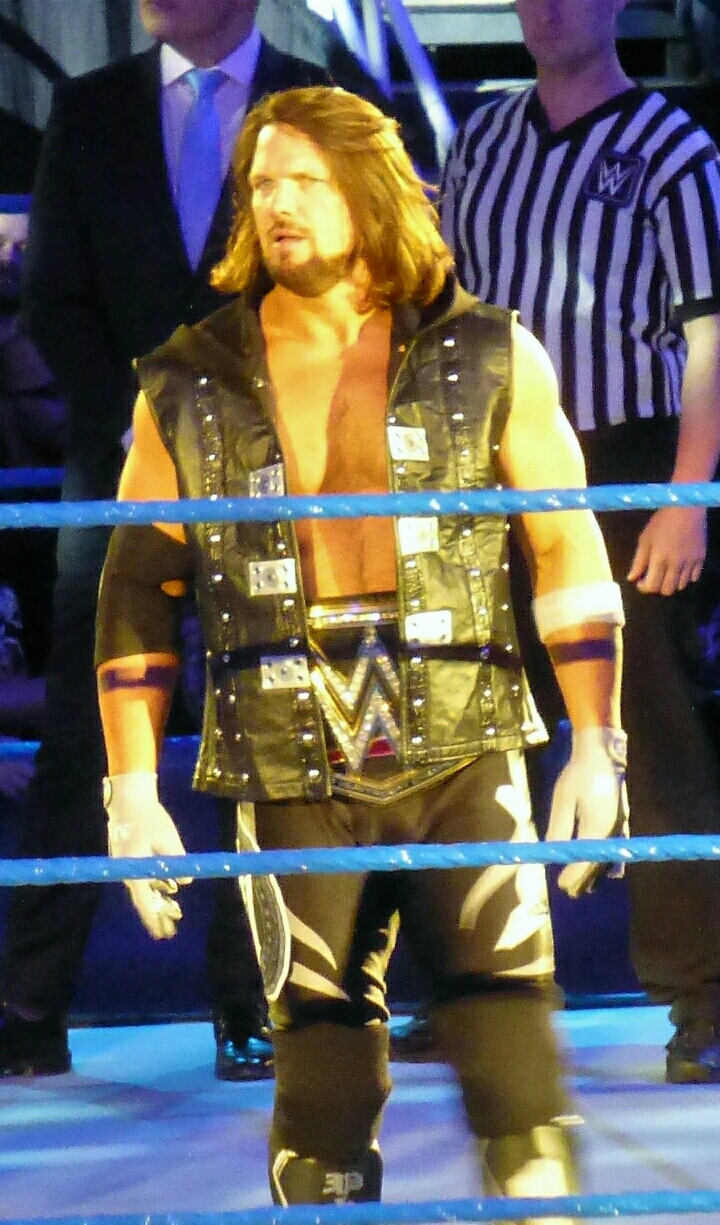
Styles is a two-time WWE Champion

  - Torneio de Duplas (2006) – com Low Ki e Samoa Joe
- All Access Wrestling
  - Campeonato dos Pesos Pesados (1 vez)[351]
- Ballpark Brawl
  - Campeonato Natural dos Pesos-Pesados (1 vez)[352]
- The Baltimore Sun
  - Lutador Masculino do Ano da WWE (2016)[353]
  - Melhor Momento no ringue da WWE (2016) – Styles ganhando o Campeonato da WWE[353]
- Christian Wrestling Federation/Entertainment
  - Campeonato dos Pesos Pesados (1 vez)[354]
- Family Wrestling Entertainment
  - Campeonato dos Pesos Pesados (1 vez)[355]
- Independent Professional Wrestling (Florida)
  - Campeonato dos Pesos Pesados (4 vezes)[356]
- Independent Wrestling Association Mid-South
  - Campeonato dos Pesos Pesados (1 vez)[352]
  - Ted Petty Invitational (2004)
- International Wrestling Cartel
  - Campeonato Super Indies (4 vezes)[357][358][359]
  - Torneio Super Indy Survivor Showdown (2004)
- Independent Wrestling Revolution
  - Campeonato Rei das Índias (1 vez)[360]
- Maximum Pro Wrestling
  - Max-Pro Television Championship (1 time)
- Midwest Pro Wrestling
  - MPW Universal Heavyweight Championship (1 time)
- New Japan Pro-Wrestling
  - IWGP Heavyweight Championship (2 times)
- New Korea Pro Wrestling Association
  - NKPWA Junior Heavyweight Championship (1 time)
- NWA Wildside
  - NWA Wildside Heavyweight Championship (1 time)
  - NWA Wildside Television Championship (3 times)
- NWA: Total Nonstop Action/Total Nonstop Action Wrestling
  - NWA World Heavyweight Championship (3 times)
  - NWA World Tag Team Championship (4 times) – with Jerry Lynn (1), Abyss (1) and Christopher Daniels (2)
  - TNA Legends/Global/Television Championship (2 times)
  - TNA World Heavyweight Championship (2 times)
  - TNA World Tag Team Championship (2 times) – with Tomko (1) and Kurt Angle (1)
  - TNA X Division Championship (6 times)
  - First TNA Triple Crown Champion (5 times)
  - First TNA Grand Slam Champion (2 times)
  - Bound For Glory Series (2013)
  - TNA World Heavyweight Championship #1 Contenders Tournament (Second Bracket, 2009)
  - Gauntlet for the Gold (2007 – TNA World Tag Team Championship) – with Tomko
  - NWA World Tag Team Championship Tournament (2002) – with Jerry Lynn
  - TNA Year End Awards (10 times)
    - Feud of the Year (2005) vs. Christopher Daniels
    - Finisher of the Year (2003) Styles Clash
    - Match of the Year (2006) with Christopher Daniels vs. Homicide and Hernandez at No Surrender on September 24, 2006
    - Match of the Year (2009) vs. Sting at Bound for Glory on October 18, 2009
    - Mr. TNA (2003–2005)
    - Tag Team of the Year (2006) with Christopher Daniels
    - X Division Star of the Year (2004, 2005)
- Pennsylvania Premiere Wrestling
  - PPW Tag Team Championship (1 time) – with Tommy Suede
- Pro Wrestling Guerrilla
  - PWG World Championship (1 time)
- Pro Wrestling Illustrated
  - Match of the Year (2016) vs. John Cena at SummerSlam
  - Tag Team of the Year (2006) with Christopher Daniels
  - Most Popular Wrestler (2017, 2018)
  - Wrestler of the Year (2016–2018)
  - Wrestler of the Decade (2010s)
  - Ranked No. 1 of the 500 best singles wrestlers of the year in the PWI 500 in 2010
- Revolution Pro Wrestling
  - RPW British Heavyweight Championship (1 time)
- Ring of Honor
  - ROH Pure Championship (1 time)
  - ROH World Tag Team Championship (1 time) – with Amazing Red
  - ROH Pure Wrestling Championship Tournament (2004)
- Rolling Stone
  - WWE Wrestler of the Year (2016)
- World Wrestling All-Stars
  - WWA International Cruiserweight Championship (1 time)
  - WWA International Cruiserweight Championship Tournament (2002)
- Wrestling Observer Newsletter
  - Melhor Lutador "Flying" (2005)
  - Melhor manobra de luta (2003, 2015) Styles Clash
  - O lutador mais notável (2014–2016)
  - Luta profissional do ano (2014) vs. Minoru Suzuki em 1º de agosto
  - Lutador do Ano (2015, 2016)
  - Estados Unidos/Canadá MVP (2018)[361]
  - Hall da Fama do Wrestling Observer Newsletter (Classe de 2017)[362]
- WWE
  - Campeonato da WWE (2 vezes)[363]
  - Campeonato Intercontinental (1 vez)[364]
  - Campeonato dos Estados Unidos (3 vezes)[365]
  - Campeonato de Duplas do Raw (1 vez) – com Omos[366]
  - Trigésimo Segundo Campeão da Tríplice Coroa
  - Décimo quinto campeão do Grand Slam (sob o formato atual; vigésimo segundo no geral)
  - Torneio pelo Campeonato Intercontinental (2020)
  - Slammy Award (1 vez)
    - Luta do ano (2020) vs. The Undertaker em uma luta Boneyard na WrestleMania 36

## No wrestling
- Movimentos de finalização
  - Calf Killer[367] (Calf slicer)[368][369] – 2013–presente
  - Figure-four leglock[370][371] – 2010–2011; adotado de Ric Flair
  - Flying cross armbar[372][373][374] – 2008–2009
  - Frog splash[375] – 2003–2006
  - Spiral Tap[376] (Corkscrew senton bomb)[377] – 2001–2007, 2013-presente
  - Styles Clash[3] (Belly-to-back inverted mat slam,[378] por vezes, a partir da segunda corda)[379][380]
  - Phenomenal Forearm (Springboard Forearm Smash)
- Movimentos secundários
  - Brainbuster,[25][380] por vezes, para fora do ringue[381]
  - Discus Lariat[25][380][382]
  - Diving knee drop[382][383]
  - Fosbury Flop[384][385]
  - Frankensteiner,[383] as vezes invertido[383] ou precedido por um kip-up[383]
  - Inverted STF[25][377][380][383]
  - Múltiplas variações de DDT
    - Cliffhanger (Crucifix hold caindo em um)[380]
    - Phenomenon[25][377][380] / Stylin' DDT[386] (Springboard moonsault para um adversário que se encontra em transição para um invertido)[377][380][383]
    - Tornado[387][388]

  - Múltiplas variações de chutes
    - Drop,[25][389] por vezes, a partir da corda superior[387]
    - Enzuigiri[25][380]
    - Pelé Kick[380][383] (Backflip)[382][390]
    - Spin[377]
    - Super[380]

  - Múltiplas variações de suplex
    - Starmaker[25] (Hammerlock Backdrop)
    - Styles Suplex Special[25] (German seguido por um belly-to-back wheelbarrow facebuster)[380]
    - Vertical levantando e caindo em um neckbreaker slam[25]

  - Over-the-shoulder back-to-belly piledriver[25]
  - Towerhack Bomb[391] (Backbreaker rack caindo em um powerbomb)[377][380]
  - Running swinging neckbreaker[25]
  - Shooting Styles Press[349] (Springboard shooting star plancha)[392]
  - Spine Breaker (Backbreaker seguido por um gutbuster)[25][383]
  - Springboard forearm smash[380][383][393]
  - Stylin' Crab[25] (Boston crab)
  - Superman[25] (Springboard 450° splash)[383]
  - Dois punches seguidos por um shoot kick seguido por um spinning backfist seguido por um clothesline[394] – 2013–presente
- Com Tomko
  - Movimentos de finalização da dupla
    - Tornado-Plex[395] (Aided snap swinging neckbreaker)
- Com Christopher Daniels
  - Movimentos de finalização da dupla
    - Best Moonsault Ever (Daniels) seguido por um frog splash (Styles) ou vice-versa[349]
- Com Air Paris
  - Movimentos secundários da dupla
    - Combinação Atomic drop (Styles) / Jumping hook kick (Paris)[387]
    - Catching hip toss caindo em um double powerbomb[378]
- Gerentes
  - Jeff G. Bailey[396]
  - Mortimer Plumtree[397]
  - Larry Zbyszko[25]
  - Alexis Laree[398]
  - Vince Russo[399]
  - Trinity[400]
  - Jimmy Hart[25]
  - Mick Foley[25]
  - Sting[25]
  - Ric Flair[401]
- Alcunhas
  - "The Phenomenal One"[4]
  - "Mr. TNA"[4]
  - "The Most Decorated Man in TNA"[4]
  - "The Prince of Phenomenal"[4]
  - "Prince"[4]
  - "Stylin' and Profilin'"[402]
  - "The New Nature Boy"[403]
  - "The Lone Wolf"[4]
- Temas de entrada
  - Ring of Honor
    - "Also sprach Zarathustra" por Richard Strauss[404]
    - "Touched" por VAST[404]
    - "Wherever I May Roam" por Metallica[404]

  - Total Nonstop Action Wrestling
    - "Born & Raised" por Dale Oliver
    - "I Am" por Dale Oliver[404] (TNA)
    - "I Am (Phenomenal Remix)" por Dale Oliver (TNA)
    - "Get Ready to Fly" por GRITS[405] (TNA)
    - "Fortune 4" por Dale Oliver (Usado enquanto parte do Fortune)[406] (TNA)
    - "I Am I Am (A.J. Styles '11 Remix)" por Dale Oliver[407] (TNA)
    - "Evil Ways" por Blues Saraceno[408] (TNA; 2 de junho de 2013 – 22 de agosto de 2013)

  - New Japan Pro Wrestling
    - "Shot'Em" por [Q]Brick[409] (usado como parte do Bullet Club)
    - "Styles Clash" por Yonosuke Kitamura[410][411]

  - WWE
    - "Phenomenal" por CFO$[412]  (24 de janeiro de 2016–presente)

## Campeonatos e conquistas
- All Access Wrestling

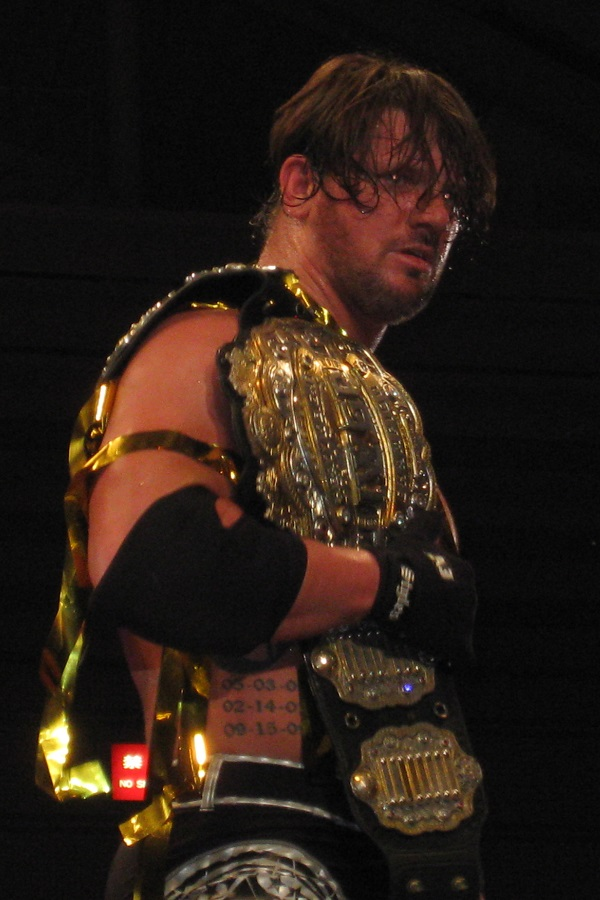
Styles como campeão dos pesos-pesados da IWGP em fevereiro de 2015.

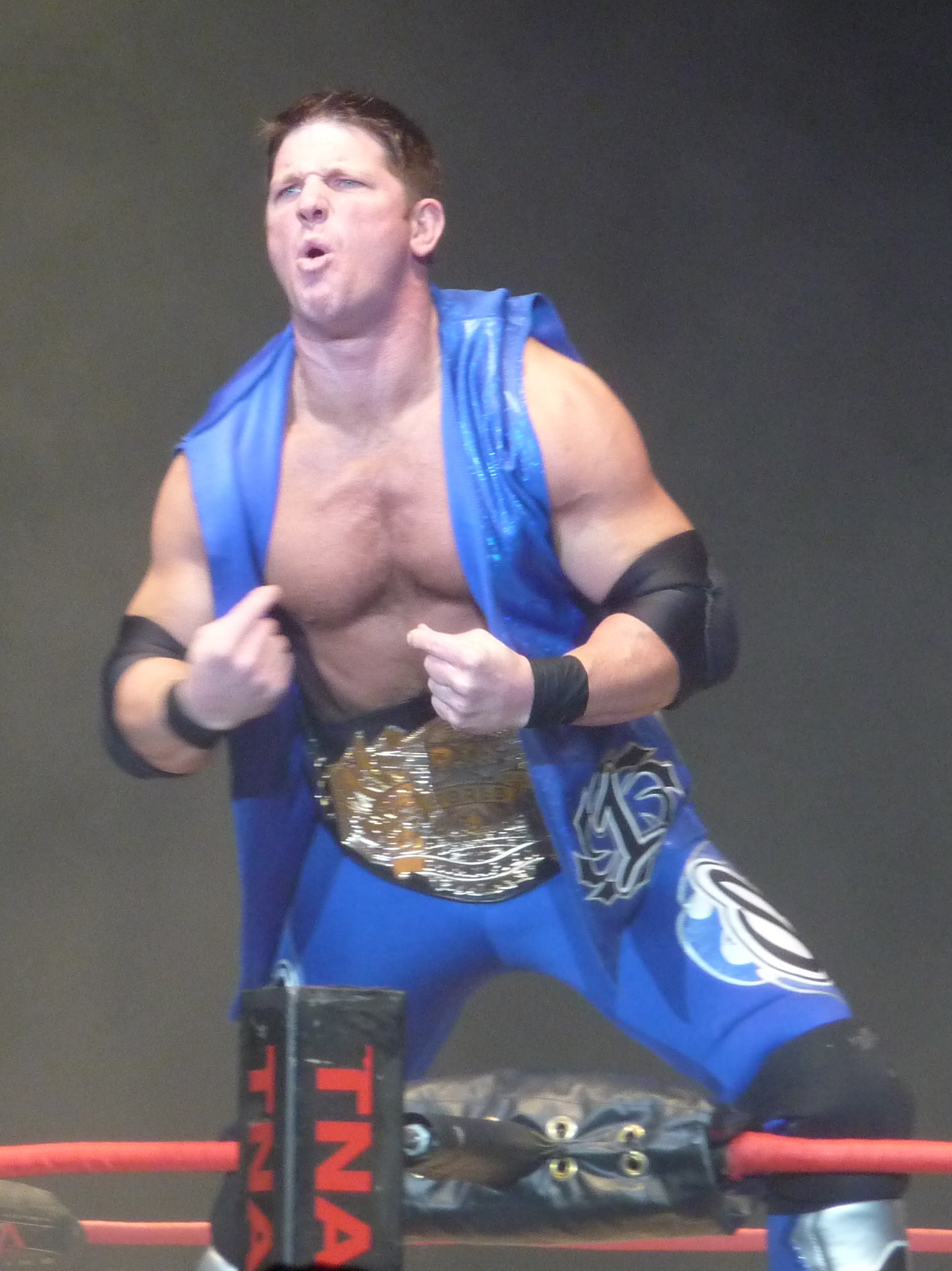
Styles como campeão mundial dos pesos-pesados da TNA.

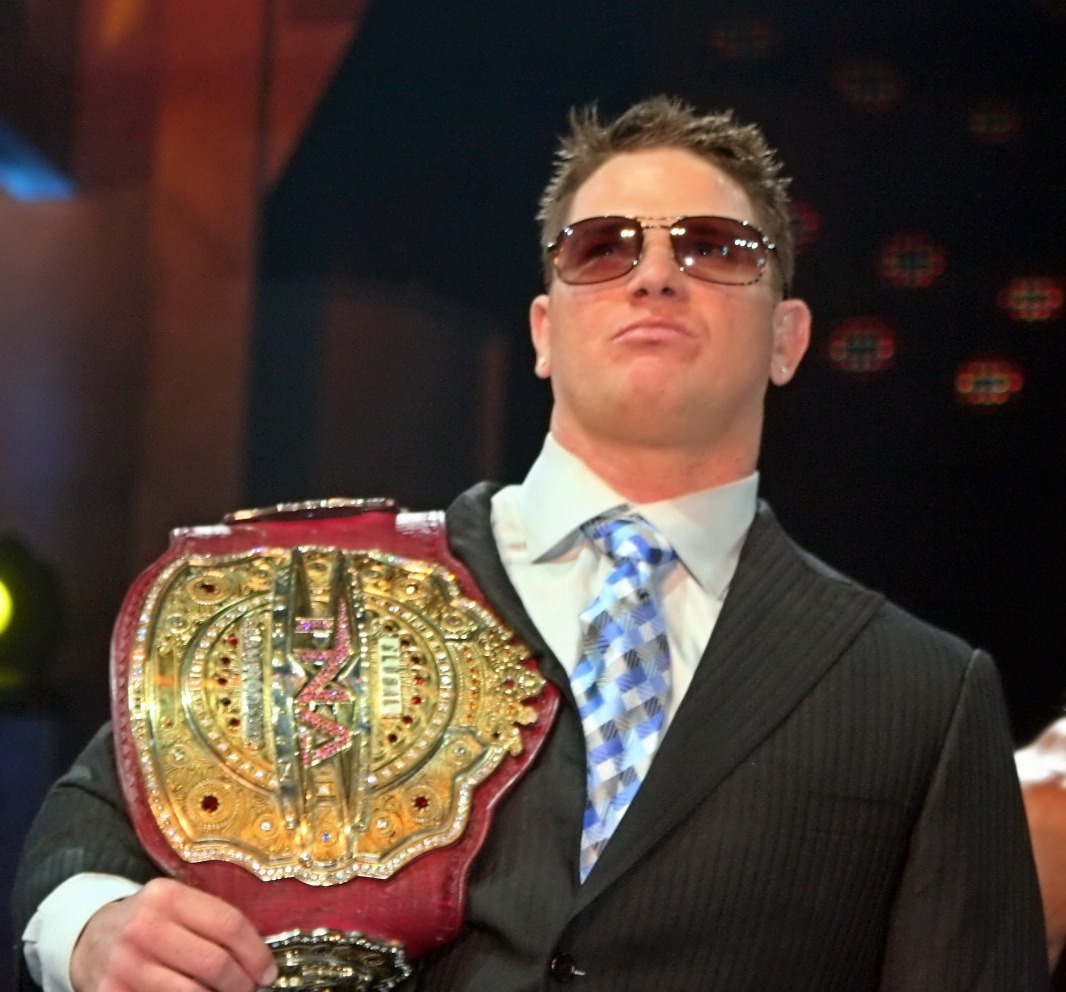
Styles como campeão televisivo da TNA.

  - AAW Heavyweight Championship (1 vez)[25]
- Ballpark Brawl
  - Natural Heavyweight Championship (1 vez)[413]
- Christian Wrestling Federation / Christian Wrestling Entertainment
  - CWF/E Heavyweight Championship (1 vez)[25][414]
- Independent Professional Wrestling (Florida)
  - IPW Heavyweight Championship (1 vez)[415]
- Independent Wrestling Association Mid-South
  - IWA Mid-South Heavyweight Championship (1 vez)[4]
  - Ted Petty Invitational (2004)[4]
- International Wrestling Cartel
  - IWC Super Indies Championship (2 vezes)[416][417][418]
- Independent Wrestling Revolution
  - IWR King of The Indies Championship (1 vez)[419]
- Maximum Pro Wrestling
  - Max-Pro Cruiserweight Championship (1 vez)[4]
- Midwest Pro Wrestling
  - MPW Universal Heavyweight Championship (1 vez)[25]
- New Japan Pro Wrestling
  - IWGP Heavyweight Championship (2 vezes)[420][421]
- New Korea Pro Wrestling Association
  - NKPWA Junior Heavyweight Championship (1 vez)[25]
- NWA Wildside
  - NWA Wildside Heavyweight Championship (1 vez)[422]
  - NWA Wildside Television Championship (3 vezes)[423]
- Pro Wrestling Guerrilla
  - PWG Championship (1 vez)[424]
- Pro Wrestling Illustrated
  - PWI Tag Team of the Year (2006)[425] com Christopher Daniels
  - PWI o colocou em 1º dos 500 melhores lutadores individuais na PWI 500 em 2010[426]
  - PWI o colocou em 2º dos 500 melhores lutadores individuais na PWI 500 em 2017[426]
  - PWI o colocou em 2º dos 500 melhores lutadores individuais na PWI 500 em 2018[426]
- Pro Wrestling Report
  - Dupla no ano (2006) com Christopher Daniels
- Ring of Honor
  - Pure Wrestling Championship (1 vez)[427]
  - ROH Tag Team Championship (1 vez) – com Amazing Red[428]
- Total Nonstop Action Wrestling
  - NWA World Heavyweight Championship (3 vezes)[429]
  - NWA World Tag Team Championship (4 vezes) – com Jerry Lynn (1), Abyss (1) e Christopher Daniels (2)[430]
  - TNA Legends/Global/Television Championship (2 vezes)[25]
  - TNA World Heavyweight Championship (2 vezes)[431]
  - TNA World Tag Team Championship (2 vezes) – com Tomko (1) e Kurt Angle (1)[432]
  - TNA X Division Championship (6 vezes)[433]
  - Bound For Glory Series (2013)
  - Primeiro vencedor da Tríplice Coroa na TNA
  - Primeiro vencedor do Grand Slam na TNA
  - Feud of the Year (2005) vs. Christopher Daniels[434]
  - Finisher of the Year (2003) Styles Clash[435]
  - Match of the Year (2006) com Christopher Daniels vs. Homicide e Hernandez no No Surrender, 24 de setembro de 2006[436]
  - Match of the Year (2009) vs. Sting no Bound for Glory, 18 de outubro de 2009[384]
  - Mr. TNA (2003–2005)[4]
  - Dupla do ano (2006) com Christopher Daniels[436]
  - X Division Star of the Year (2004)[435]
- World Wrestling All-Stars
  - WWA International Cruiserweight Championship (1 vez)[437]
- Wrestling Observer Newsletter awards
  - Melhor lutador voador (2005)
  - Melhor manobra de wrestling (2003, 2015) Styles Clash[438]
  - Pior luta trabalhada do ano (2006) TNA Reverse Battle Royal no TNA Impact![439]
  - Luta 5 estrelas (2005) vs. Samoa Joe e Christopher Daniels no Unbreakable em 11 de setembro[440]
  - Luta do ano (2014) vs. Minoru Suzuki em 1 de agosto[441]
  - Lutador mais destacado (2014, 2015)[438][441]
  - Lutador do ano (2015)[438]
- WWE
  - WWE Championship (2 vezes;) [442]
  - WWE United States Championship (3 vezes)
  - WWE Intercontinental Championship (1 vez)
  - WWE Raw Tag Team Championship (1 vez) – com Omos

↑  A Ring of Honor já não reconhece esse reinado seguindo a separação feita pela Total Nonstop Action Wrestling devido a controvérsia de Rob Feinstein.
↑  A TNA só reconhece o segundo reinado como campeão mundial dos pesos-pesados de Styles até o dia 29 de outubro de 2013, embora ele continuou a defender o título em outras promoções.